# Fontaine-Chaalis
Pour les articles homonymes, voir Fontaine.
Fontaine-Chaalis [fɔ̃tɛn ʃali] est une commune française située à l'orée de la forêt d'Ermenonville, dans le département de l'Oise en région Hauts-de-France.

## Géographie

### Description
La commune est localisée à 10 km au sud-est de Senlis, à 7 km au nord d'Ermenonville, et à 43 km au nord-est de Paris, sur la RD 330a Senlis - Nanteuil-le-Haudouin et la RN 330, qui traverse la commune mais passe à deux kilomètres du centre du village.
La distance routière de Paris est de 57 km via la RN 330 et la RN 2, respectivement de 47 km via Mortefontaine et l'autoroute A1. Fontaine-Chaalis est située sur la Nonette, immédiatement après son confluent avec la Launette au sud du village. L'ancienne abbaye de Chaalis est, quant à elle, située sur la Launette.

### Communes limitrophes
Fontaine-Chaalis est la troisième commune de l'Oise de par sa superficie, de 33,11 km², derrière Beauvais (à peine plus grand, avec 33,31 km²) et Compiègne (53,1 km²).
La circonférence de la commune est de 46 km environ. De ce fait, les communes limitrophes sont relativement nombreuses, avec neuf au total.
L'extrémité ouest du territoire communal est située au-delà de l'autoroute A1, dans la forêt de Chantilly. L'extrémité nord n'est pas loin de Montépilloy, au Bois l'Empereur, au pied de la montagne de Rosières. Ici se situe la ferme de Fourcheret, ancienne dépendance de l'abbaye de Chaalis.
Au sud, Fontaine-Chaalis délimite la commune voisine d'Ermenonville de trois côtés : à l'ouest, au nord et à l'est ; le bois de Perthes, massif annexe de la forêt d'Ermenonville, incombe par ailleurs en totalité à Fontaine-Chaalis.
Au sud-ouest, la commune atteint pratiquement le château de Saint-Sulpice-la-Ramée, à Ver, et englobe une partie considérable du domaine de Vallière associé d'habitude à Mortefontaine uniquement. Le diamètre maximal du territoire communal est de près de 11 km, entre Saint-Sulpice-la-Ramée et le Bois l'Empereur.
| Mont-l'Évêque    | Borest                                     |                          |
| Thiers-sur-Thève | Fontaine-Chaalis                           | Baron                    |
| Mortefontaine    | Ver-sur-Launette, Ermenonville, Montlognon | Montagny-Sainte-Félicité |

### Hydrographie

#### Réseau hydrographique
La commune est située dans le bassin Seine-Normandie. Elle est drainée par la Nonette, la Thève, la Launette, le cours d'eau 01 de la commune de la Fontaine-Chaalis, le cours d'eau 01 des Etangs et le cours d'eau 03 du Marais,,.
La Nonette, d'une longueur de 40 km, prend sa source dans la commune de Nanteuil-le-Haudouin et se jette  dans l'Oise à Saint-Leu-d'Esserent, après avoir traversé 14 communes.
La Thève, d'une longueur de 34 km, prend sa source dans la commune de Dammartin-en-Goële et se jette  dans l'Oise à Boran-sur-Oise, après avoir traversé 13 communes.
La Launette, d'une longueur de 16 km, prend sa source dans la commune de Marchémoret et se jette  dans la Nonette sur la commune, après avoir traversé sept communes. Les caractéristiques hydrologiques de la Launette sont données par la station hydrologique située sur la commune de Ver-sur-Launette. Le débit moyen mensuel est de 0,122 m3/s. Le débit moyen journalier maximum est de 2,52 m3/s, atteint lors de la crue du 22 janvier 1995. Le débit instantané maximal est quant à lui de 5,62 m3/s, atteint le 6 juin 2018.

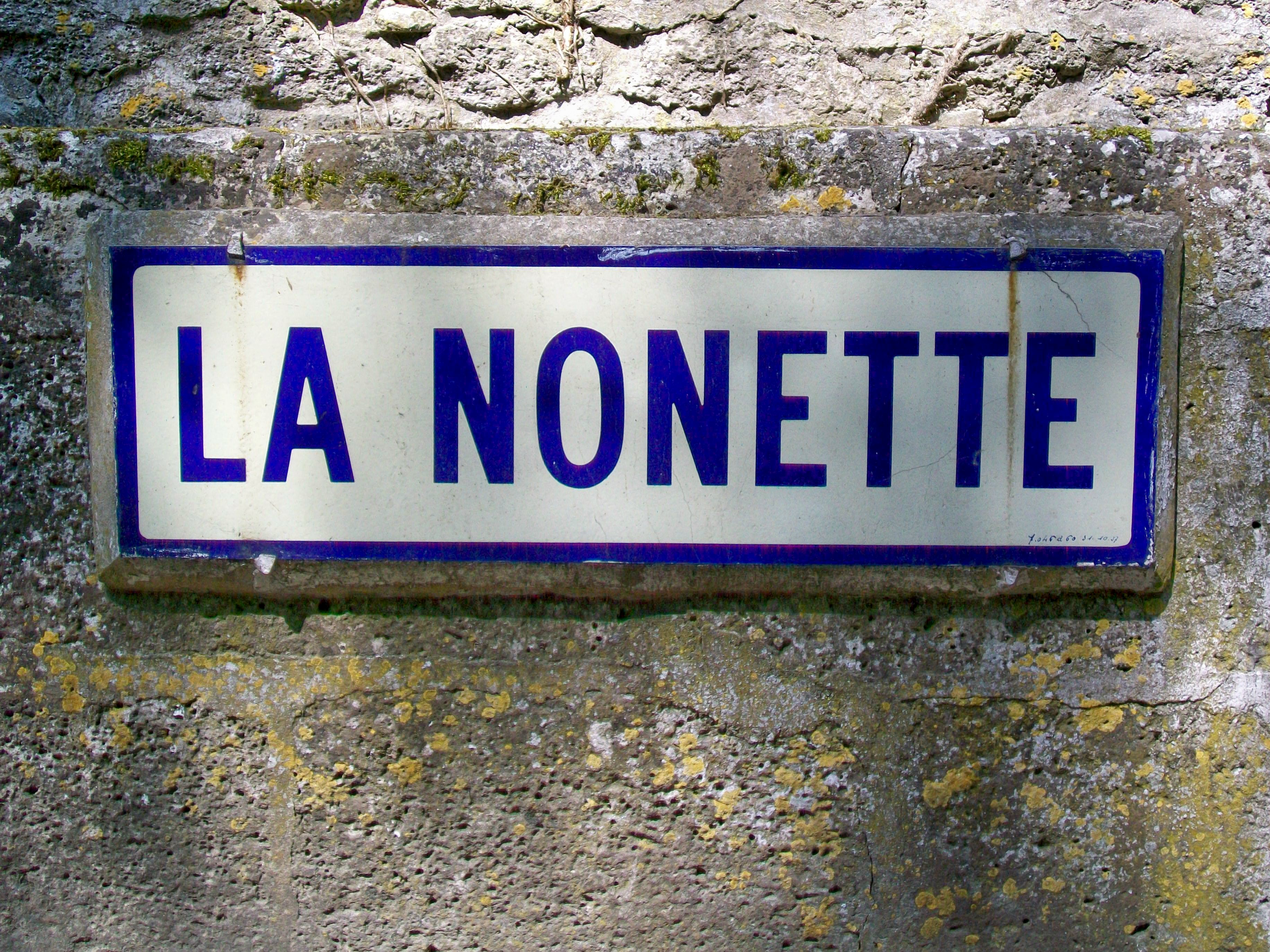
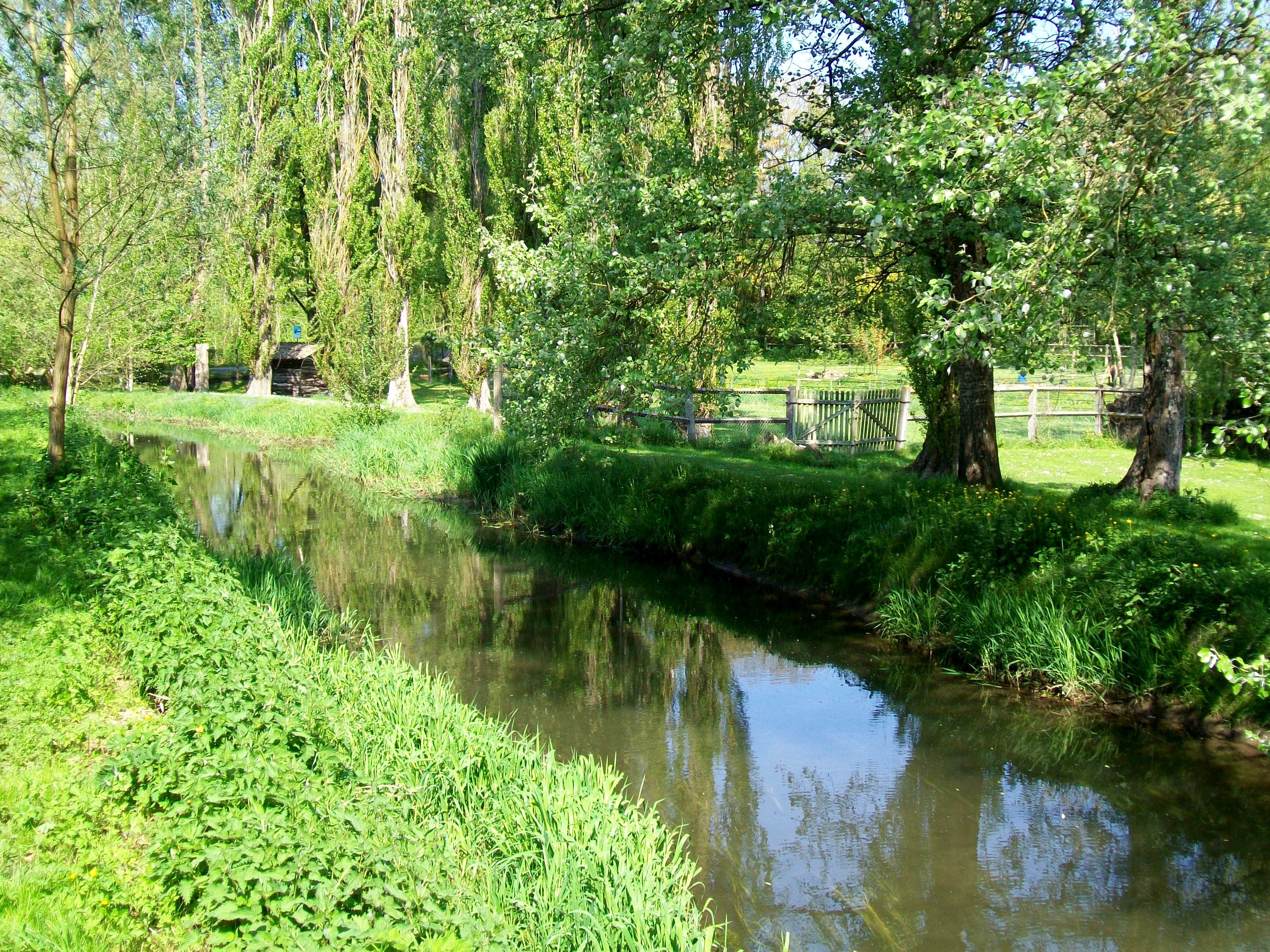
La nonette près de la Grande-rue
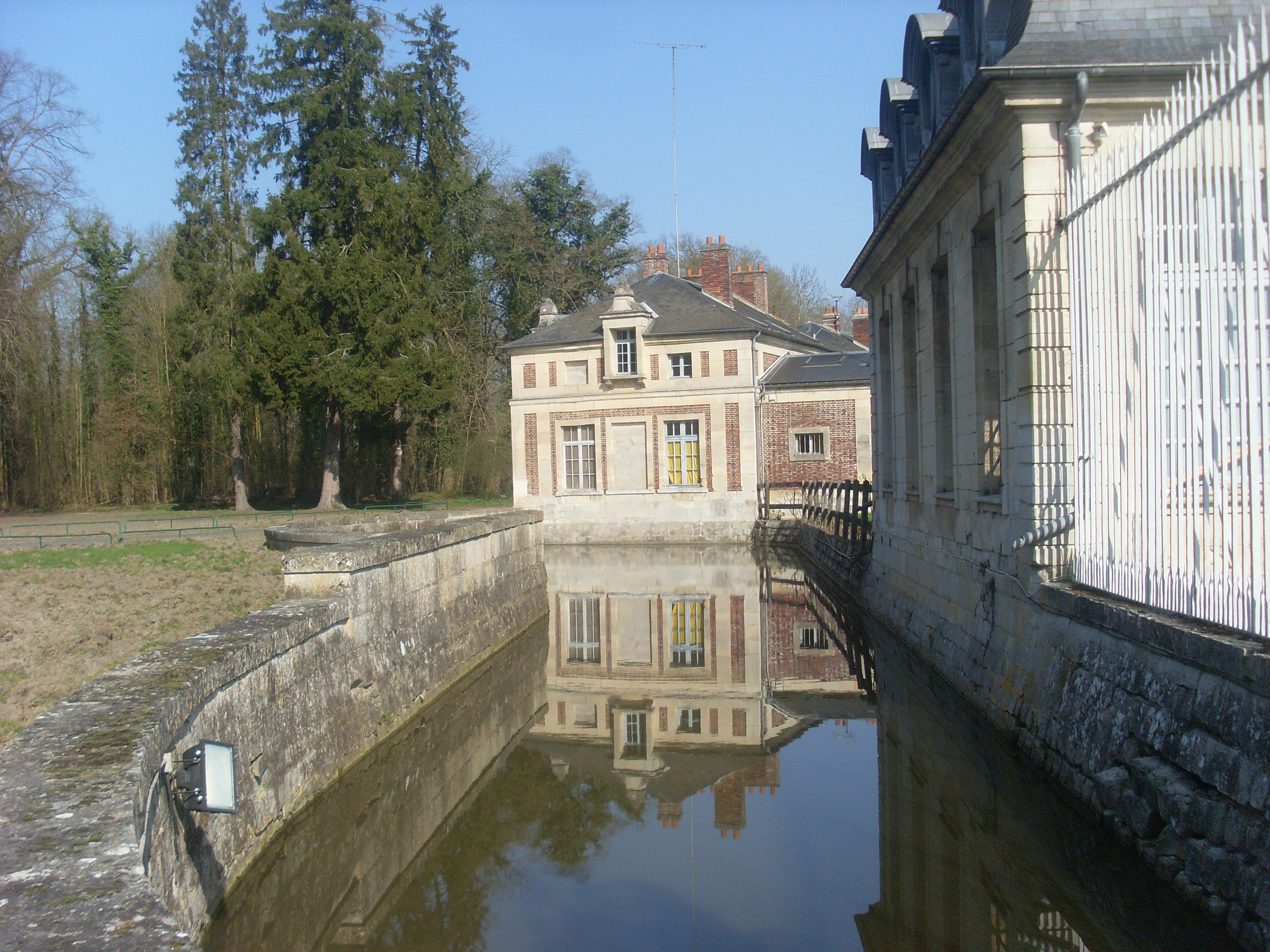
La Launette à l'Abbaye royale.

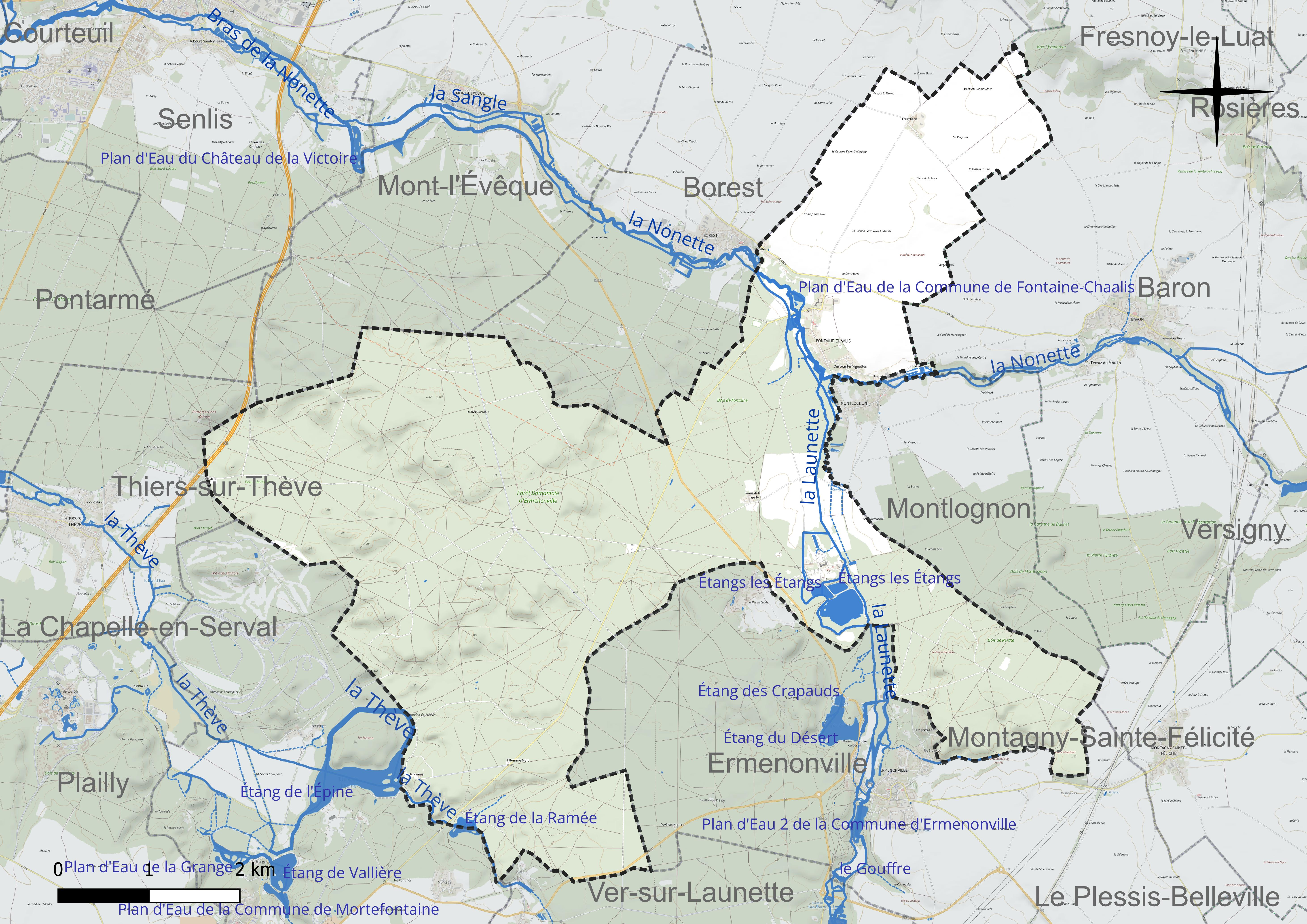
Réseau hydrographique de Fontaine-Chaalis.

Cinq plans d'eau complètent le réseau hydrographique : le plan d'eau de la commune de Fontaine-Chaalis (1,2 ha), les étangs (12,1 ha), les étangs les étangs (2,4 ha), l'étang de la Ramée, d'une superficie totale de 4,2 ha (2,1 ha sur la commune) et l'étang de l'épine, d'une superficie totale de 34,1 ha (0 ha sur la commune),.

#### Gestion et qualité des eaux
Le territoire communal est couvert par le schéma d'aménagement et de gestion des eaux (SAGE) « Sensée ». Ce document de planification concerne un territoire de 413 km2 de superficie, délimité par le bassin versant de la Nonette et de ses deux principaux affluents, la Launette et l'Aunette. Le périmètre a été arrêté le 3 avril 1998 et le SAGE proprement dit a été approuvé le 28 juin 2006, puis révisé le 15 décembre 2015. La structure porteuse de l'élaboration et de la mise en œuvre est le syndicat Interdépartemental du SAGE de la Nonette.
La qualité des cours d'eau peut être consultée sur un site dédié géré par les agences de l'eau et l'Agence française pour la biodiversité.

### Climat
Pour des articles plus généraux, voir Climat des Hauts-de-France et Climat de l'Oise.
En 2010, le climat de la commune est de type climat océanique dégradé des plaines du Centre et du Nord, selon une étude du CNRS s'appuyant sur une série de données couvrant la période 1971-2000. En 2020, Météo-France publie une typologie des climats de la France métropolitaine dans laquelle la commune est dans une zone de transition entre le climat océanique et le climat océanique altéré et est dans la région climatique Nord-est du bassin Parisien, caractérisée par un ensoleillement médiocre, une pluviométrie moyenne régulièrement répartie au cours de l'année et un hiver froid (3 °C).
Pour la période 1971-2000, la température annuelle moyenne est de 10,8 °C, avec une amplitude thermique annuelle de 15,1 °C. Le cumul annuel moyen de précipitations est de 685 mm, avec 11 jours de précipitations en janvier et 7,9 jours en juillet. Pour la période 1991-2020, la température moyenne annuelle observée sur la station météorologique la plus proche, située sur la commune du Plessis-Belleville à 10 km à vol d'oiseau, est de 11,4 °C et le cumul annuel moyen de précipitations est de 661,7 mm,. Pour l'avenir, les paramètres climatiques de la commune estimés pour 2050 selon différents scénarios d'émission de gaz à effet de serre sont consultables sur un site dédié publié par Météo-France en novembre 2022.

### Paysages

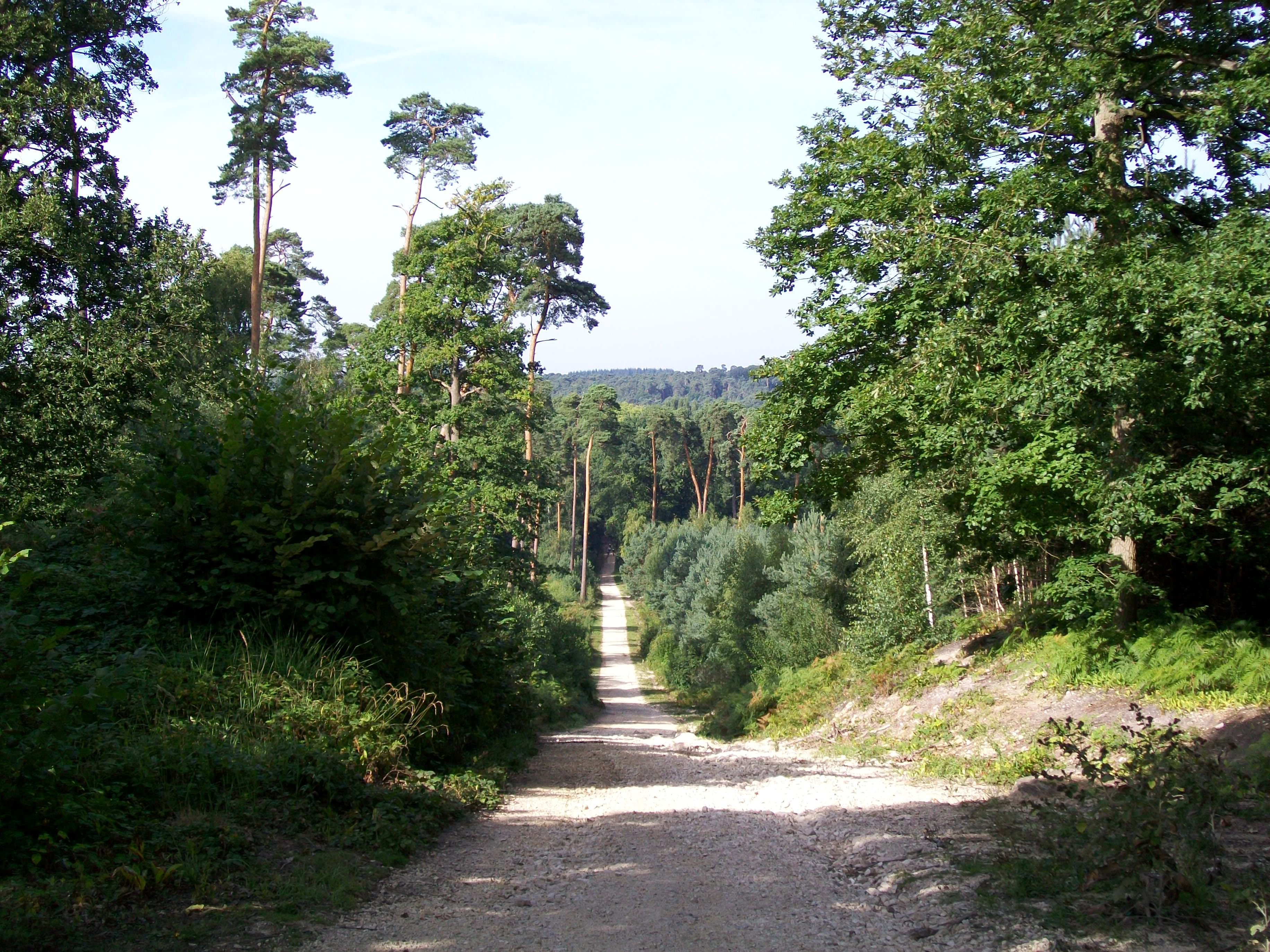
La route du Regard dans le bois de Perthe, menant du poteau de Perthe au Désert.

L'essentiel du territoire communal est couvert par la Forêt d'Ermenonville mais aussi pour une infime partie par la forêt de Chantilly (17 ha) à son extrémité sud-ouest, au pied de la butte aux Gens d'Armes.
À l'est de la RD 330a et de la Nonette, commencent toutefois les glacis agricoles de la plaine du Valois qui représentent un visage tout à fait différent de la commune. Sa surface agricole utile est de 6,2 km², soit 20 % du territoire communal.
Les formes de paysages sont multiples sur la commune : au nord, les surfaces agricoles avec des vastes champs et l'absence quasi totale d'arbres, dominées par la butte de Montépilloy et son donjon ruiné ; le long du village, la zone humide de la vallée de la Nonette avec de nombreuses sources, ruisseaux et cressonnières abandonnées ; puis le Bois de Fontaine et enfin la forêt d'Ermenonville.

### Milieux naturels et biodiversité
Fontaine-Chaalis fait partie du parc naturel régional Oise-Pays de France pour la totalité de son territoire, entrant également dans le site inscrit de la vallée de la Nonette, ainsi qu'en partie dans les sites classés des forêts d'Ermenonville et de Chantilly, également des ZNIEFF du type 1.
Avec les sites naturels de la Pierre Sorcière, au Bois de Perthes, et les grès Sainte-Marguerite, la commune de Fontaine-Chaalis possède deux des trois sites de rochers et de blocs de grès du massif forestier d'Ermenonville.

## Urbanisme

### Typologie
Au 1er janvier 2024, Fontaine-Chaalis est catégorisée commune rurale à habitat dispersé, selon la nouvelle grille communale de densité à sept niveaux définie par l'Insee en 2022.
Elle est située hors unité urbaine. Par ailleurs la commune fait partie de l'aire d'attraction de Paris, dont elle est une commune de la couronne,.

### Occupation des sols
L'occupation des sols de la commune, telle qu'elle ressort de la base de données européenne d'occupation biophysique des sols Corine Land Cover (CLC), est marquée par l'importance des forêts et milieux semi-naturels (76,3 % en 2018), une proportion sensiblement équivalente à celle de 1990 (76,2 %). La répartition détaillée en 2018 est la suivante : 
forêts (76,3 %), terres arables (18,6 %), espaces verts artificialisés, non agricoles (2,1 %), zones agricoles hétérogènes (1,5 %), zones urbanisées (0,7 %), prairies (0,7 %). L'évolution de l'occupation des sols de la commune et de ses infrastructures peut être observée sur les différentes représentations cartographiques du territoire : la carte de Cassini (XVIIIe siècle), la carte d'état-major (1820-1866) et les cartes ou photos aériennes de l'IGN pour la période actuelle (1950 à aujourd'hui).

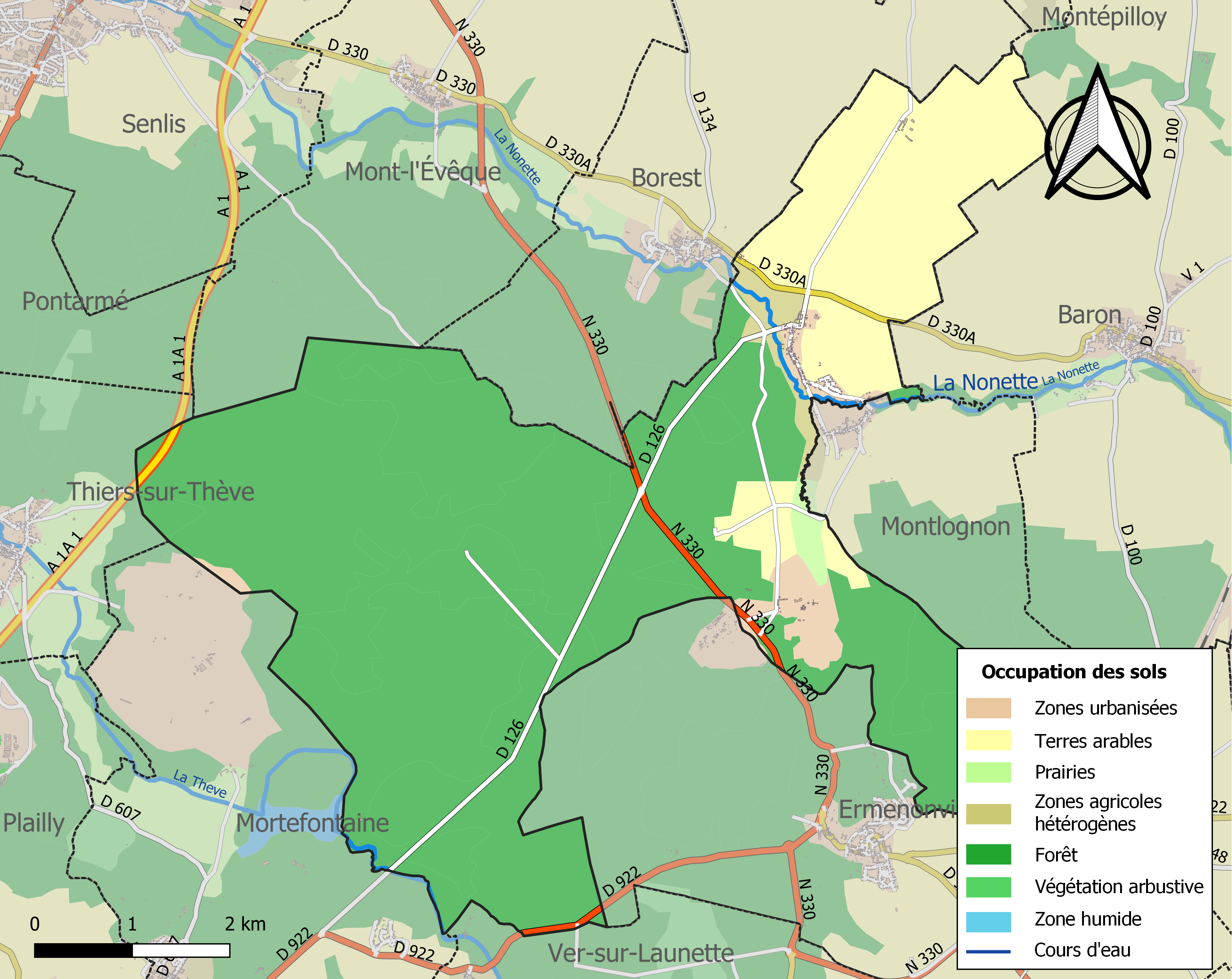
Carte des infrastructures et de l'occupation des sols de la commune en 2018 (CLC).

### Habitat et logement
En 2019, le nombre total de logements dans la commune était de 170, alors qu'il était de 173 en 2014 et de 162 en 2009.
Parmi ces logements, 78,8 % étaient des résidences principales, 12,9 % des résidences secondaires et 8,2 % des logements vacants. Ces logements étaient pour 97,1 % d'entre eux des maisons individuelles et pour 2,9 % des appartements.
Le tableau ci-dessous présente la typologie des logements à Fontaine-Chaalis en 2019 en comparaison avec celle de l'Oise et de la France entière. Une caractéristique marquante du parc de logements est ainsi une proportion de résidences secondaires et logements occasionnels (12,9 %) supérieure à celle du département (2,4 %) et à celle de la France entière (9,7 %). Concernant le statut d'occupation de ces logements, 70,1 % des habitants de la commune sont propriétaires de leur logement (67,2 % en 2014), contre 61,4 % pour l'Oise et 57,5 pour la France entière.
| Typologie                                               | Fontaine-Chaalis | Oise | France entière |
| ------------------------------------------------------- | ---------------- | ---- | -------------- |
| Résidences principales (en %)                           | 78,8             | 90,4 | 82,1           |
| Résidences secondaires et logements occasionnels (en %) | 12,9             | 2,4  | 9,7            |
| Logements vacants (en %)                                | 8,2              | 7,1  | 8,2            |

### Voies de communication et transports
La commune est desservie, en 2023, par les lignes 636 et 6214 du réseau interurbain de l'Oise.
Le sentier de grande randonnée GR 1 traverse le territoire de la commune. Venant de Thiers-sur-Thève à l'ouest, ce sentier fait une incursion sur la commune d'Ermenonville puis revient et oblique vers le sud en direction de Ver-sur-Launette. À la lisière est de la forêt, l'abbaye de Chaalis est implantée depuis plus de neuf cents ans, ayant laissé des traces dans le paysage, notamment sous la forme des étangs. Au sein de la forêt, subsistent des sites de landes (carrefour du Bosquet du Prince, la Haute Chaume, les Bruyères du Frais-Vent).

## Toponymie
Le nom de la localité est attesté sous les formes « in pago Selnectinse in loco que vocatur Funtanas » (770) ; Funtanae (770) ; Fontana (770) ; in territorio de Fontanis (1166) ; de Fontanis (vers 1250) ; Thome le cornu militis de fontanis (1263) ; ou terrouir de Fontaines (1281) ; mon seigneur Cornu de Fontaines (1281) ; fontaine les cornus (vers 1380) ; Fontaines les cornus (1495) ; Fontaines (1498) ; Fontaines lez Cornus (XVIe) ; Fontaines cornuz (1516) ; Fontaine les corps nudz (1634) ; Fontaine les Cornuds (1667) ; Fontaine les Cornus (vers 1750) ; Fontaine le cornu (vers 1780) ; Fontaine les Corps Nuds (XVIIIe) ; Fontaine les Cornu (XIXe) ; Fontaine-Chaâlis (1948).

Du latin fons, fontis. En Picardie une fontaine est souvent une source qui est un mot peu utilisé dans la région.

En 1255, le village appartint au chevalier Thomas le Cornu, qui fut donc le seigneur Cornu de Fontaines. Vers 1380, l'on parlait du village comme Fontaines les Cornus. Ce nom muta ensuite en Fontaine les Corps Nudz, attesté en 1634 : la sémantique du toponyme a dû être oubliée pour arriver à une telle orthographe. En 1780 au plus tard, l'on s'en souvint de nouveau, car l'on se remit à écrire Fontaine le Cornu.
Lors de l'érection de la commune, en 1793, la référence à un ancien seigneur devait disparaître selon la doctrine révolutionnaire : la commune s'appelait donc Fontaines. En 1801, avec l'annulation de nombreuses modifications apportées aux toponymes à la Révolution, l'on revint au nom que le village avait porté sans doute pendant la plus longue période de son existence : Fontaine-les-Corps-Nu(d)s. Finalement, au bout de quatre années d'interventions auprès de l'administration, ce nom fut enfin changé en Fontaine-Chaalis en 1921, moins irrévérencieux pour les habitants, devant jusque-là subir les plaisanteries de leurs voisins.
Chaâlis est un ancien hameau de la commune attesté sous les formes Cadolaïcus in terminio Verniense (VIIe) ; in loco illo nuncupante Cadolaico (710) ; Cadolaïcum (vers 1040) ; Calisiacum (1086) ; in eleemosina Karoli loco (XIe) ; Chaelid (XIe) ; Calisium (XIe) ; domum de Kaeliez (1136) ; Chaalis (1136) ; Caroli locus (1136) ; Karoli locus (1146) ; abbati de Chahalit (1146) ; monachi Caroli loci (1146) ; de Karoli loco (1152) ; Karoli lecti (1154) ; Caroli lectus (1154) ; Caelith (1161) ; apud abbatem Karoli loci (vers 1163) ; Sancte Marie Karoliloci (1169) ; et ecclesiam beatae Mariae Caroli loci (1189) ; beate Marie de Karoli loco (1197) ; villa Karoliloci (1210) ; et conventui Karoli loci (1220) ; chaelit (1213) ; ecclesie beate marie de Chaalits (1213) ; apud Caroli locum (1229) ; apud karoli locum (1229) ; abbatem karoli lecti (1230) ; l'abeïe de Chaalit (1258) ; li couvenz de chaaliz (1270) ; conventus karoliloci (1261) ; au covant de Chaliz (1277) ; eccl. beatae Mariae karoli loci (XIIIe) ; Chaalit (1281) ; couvent de Chaalit (1283) ; Jean de chaali (vers 1311) ; apud Karoli locum (1320) ; in abbatia Karoli loci (1320) ; de Caroli loco (1363) ; Chalis (1373) ; couvent de chaalis (XIVe) ; Chaalis empres Senlis (1421) ; Chaalitz (1522) ; Chaalicts (XVIe) ; Chaalits (XVIe) ; Charolis (1667) ; Châlis (XVIIe) ; Chaaly (vers 1750) ; Chaalis (1840).

## Histoire

### Moyen Âge
Le nom de Pierre de Fontaine apparaît pour la première fois en 1162.
En 1137, Louis VI le Gros fonde l'abbaye de Chaalis, de l'ordre de Citeaux.
La terre de Fontaine dépendait à l'origine de l'abbaye de Saint-Denis.
En 1255, le village appartint au chevalier Thomas le Cornu, qui fut donc le seigneur Cornu de Fontaines.
Le nom de Pierre de Fontaine apparaît pour la première fois en 1162.

### Révolution française et Empire
Le général Kellermann, duc de Valmy, qui achète le domaine en 1802, sans doute, pour se rapprocher des Bonaparte, fait reconstruire le château et déplacer l'église et le cimetière qui se trouvaient dans ses propriétés. De nouvelles restaurations sont apportées au château, à la fin du XIXe siècle.
La commune, constituée lors de la Révolution française, absorba fugacement celle de Montlognon, de 1825 à 1833.

### Époque contemporaine
Le 3 mars 1974, un avion DC-10 de la Turkish Airlines s'est écrasé sur le territoire de la commune, dans la forêt d'Ermenonville, parcelle 144, au sud-ouest de la Baraque Chaalis, non loin du carrefour de la Cavée. L'avion venait de décoller quelques minutes plus tôt de l'aéroport d'Orly pour Londres-Heathrow. L'ensemble des 335 passagers et du personnel de bord a été tué, soit 346 victimes en faisant alors l'accident le plus meurtrier de l'histoire de l'aviation et à ce jour (septembre 2014, l'accident aérien le plus meurtrier sur le territoire français. Un monument en mémoire des victimes a été érigé à l'emplacement du crash.

## Politique et administration

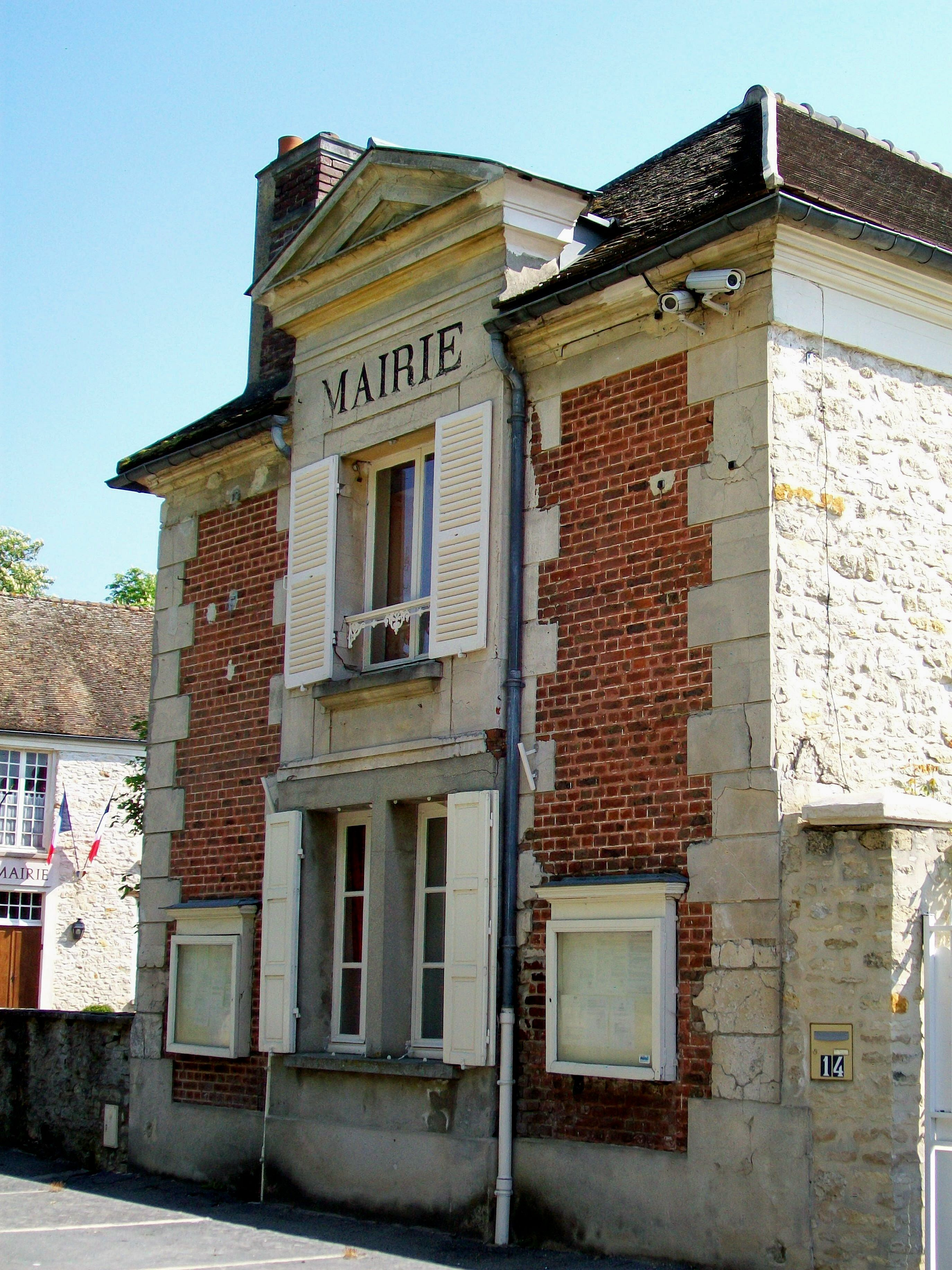
Façade de l'ancienne mairie.

### Rattachements administratifs et électoraux
La commune se trouve dans l'arrondissement de Senlis du département du Oise. Pour l'élection des députés, elle fait partie de la quatrième circonscription de l'Oise.
Elle fait partie depuis 1802 du canton de Nanteuil-le-Haudouin. Dans le cadre du redécoupage cantonal de 2014 en France, ce canton, comprenant toujours Fontaine-Chaalis, passe de 19 à 46 communes.

### Intercommunalité
Jusqu'au début de l'année 2009, la commune appartenait à la communauté de communes du Pays de Senlis qui regroupait 19 collectivités.
À la suite de désaccords profonds entre élus des communes membres, le préfet a décidé de dissoudre l'intercommunalité le 30 avril 2009.
Il autorise la création : 

- de la communauté de communes des Trois Forêts (CC3F) avec les cinq communes de Senlis, Aumont-en-Halatte, Courteuil, Chamant et Fleurines.

- de la communauté de communes Cœur Sud Oise (CCCSO), regroupant treize communes et dont le siège était à Ognon, l'une des plus petites de l'intercommunalité.
Dans le cadre des dispositions de la loi portant nouvelle organisation territoriale de la République (Loi NOTRe) du 7 août 2015, qui prévoit que les établissements publics de coopération intercommunale (EPCI) à fiscalité propre doivent avoir un minimum de 15 000 habitants,, le schéma départemental de coopération intercommunale approuvé par le préfet de l'Oise le 24 mars 2016 prévoit notamment la fusion de la communauté de communes des Trois Forêts et de la communauté de communes Cœur Sud Oise.
Après consultation des conseils municipaux et communautaires concernés, la nouvelle intercommunalité, recréant de fait l'ancienne communauté de communes du Pays de Senlis (sans Orry-la-Ville), dont la scission en 2010 avait créée ces deux intercommunalités, est constituée au 1er janvier 2017 par un arrêté préfectoral du 14 novembre 2016  sous le nom de communauté de communes Senlis Sud Oise, dont la commune est désormais membre.

### Liste des maires
| Période                                  | Période                         | Identité         | Étiquette | Qualité                                                                                          |
| ---------------------------------------- | ------------------------------- | ---------------- | --------- | ------------------------------------------------------------------------------------------------ |
| Les données manquantes sont à compléter. |                                 |                  |           |                                                                                                  |
|                                          |                                 | M. Fredin        |           |                                                                                                  |
| Les données manquantes sont à compléter. |                                 |                  |           |                                                                                                  |
| 1947                                     | 1970                            | Pierre Patria    | RPF       | Agriculteur et industriel, résistant Député de l'Oise (1951-1955) Sénateur de l'Oise (1959-1965) |
| 1970                                     | 2001                            | Christian Patria | UDF       | Agriculteur, fils du précédent Conseiller général de Senlis (1998 → 2011)                        |
| mars 2001                                | En cours (au 13 septembre 2022) | Alexis Patria    | DVD       | Agriculteur, fils du précédent Réélu pour le mandat 2020-2026,                                   |

Le nombre d'habitants, au dernier recensement, étant compris entre 100 et 499, le nombre de membres du conseil municipal est de 11.

## Population et société

### Démographie

#### Évolution démographique
L'évolution du nombre d'habitants est connue à travers les recensements de la population effectués dans la commune depuis 1793. Pour les communes de moins de 10 000 habitants, une enquête de recensement portant sur toute la population est réalisée tous les cinq ans, les populations de référence des années intermédiaires étant quant à elles estimées par interpolation ou extrapolation. Pour la commune, le premier recensement exhaustif entrant dans le cadre du nouveau dispositif a été réalisé en 2004.

En 2022, la commune comptait 326 habitants, en évolution de −7,65 % par rapport à 2016 (Oise : +0,87 %, France hors Mayotte : +2,11 %).
| 1793 | 1800 | 1806 | 1821 | 1831 | 1836 | 1841 | 1846 | 1851 |
| ---- | ---- | ---- | ---- | ---- | ---- | ---- | ---- | ---- |
| 293  | 264  | 303  | 309  | 490  | 335  | 332  | 389  | 392  |

| 1856 | 1861 | 1866 | 1872 | 1876 | 1881 | 1886 | 1891 | 1896 |
| ---- | ---- | ---- | ---- | ---- | ---- | ---- | ---- | ---- |
| 365  | 399  | 346  | 313  | 326  | 336  | 348  | 355  | 339  |

| 1901 | 1906 | 1911 | 1921 | 1926 | 1931 | 1936 | 1946 | 1954 |
| ---- | ---- | ---- | ---- | ---- | ---- | ---- | ---- | ---- |
| 352  | 345  | 350  | 335  | 342  | 338  | 323  | 304  | 363  |

| 1962 | 1968 | 1975 | 1982 | 1990 | 1999 | 2004 | 2006 | 2009 |
| ---- | ---- | ---- | ---- | ---- | ---- | ---- | ---- | ---- |
| 316  | 279  | 262  | 366  | 366  | 320  | 374  | 385  | 364  |

| 2014 | 2019 | 2022 | - | - | - | - | - | - |
| ---- | ---- | ---- | - | - | - | - | - | - |
| 361  | 336  | 326  | - | - | - | - | - | - |

#### Pyramide des âges
La population de la commune est relativement jeune.
En 2018, le taux de personnes d'un âge inférieur à 30 ans s'élève à 36,0 %, soit en dessous de la moyenne départementale (37,3 %). À l'inverse, le taux de personnes d'âge supérieur à 60 ans est de 22,4 % la même année, alors qu'il est de 22,8 % au niveau départemental.
En 2018, la commune comptait 156 hommes pour 186 femmes, soit un taux de 54,39 % de femmes, largement supérieur au taux départemental (51,11 %).
Les pyramides des âges de la commune et du département s'établissent comme suit.
| Hommes | Classe d’âge | Femmes |
| ------ | ------------ | ------ |
| 0,0    | 90 ou +      | 0,0    |
| 5,2    | 75-89 ans    | 5,5    |
| 16,3   | 60-74 ans    | 17,5   |
| 26,8   | 45-59 ans    | 22,4   |
| 17,6   | 30-44 ans    | 16,9   |
| 14,4   | 15-29 ans    | 18,0   |
| 19,6   | 0-14 ans     | 19,7   |

| Hommes | Classe d’âge | Femmes |
| ------ | ------------ | ------ |
| 0,5    | 90 ou +      | 1,4    |
| 5,5    | 75-89 ans    | 7,6    |
| 15,6   | 60-74 ans    | 16,3   |
| 20,8   | 45-59 ans    | 20     |
| 19,4   | 30-44 ans    | 19,4   |
| 17,6   | 15-29 ans    | 16,2   |
| 20,6   | 0-14 ans     | 19,1   |

### Manifestations culturelles et festivités
Les Journées de la rose, organisées chaque printemps à l'abbaye de Chaalis, dont la 15e édition a eu lieu en juin 2016.

## Culture locale et patrimoine

### Lieux et monuments
Les communes de Senlis, Ermenonville, Borest, Mont-l'Evèque et Fontaine-Chaalis sollicitent en 2013 leur reconnaissance comme Pays d'art et d'histoire.
La commune compte plusieurs monuments historiques :
- L'ancienne abbaye de Chaalis, à 2,5 km au sud du village, près de la RN 330 (classée Monument historique depuis le 9 septembre 1965[54]) : ruines de l'église abbatiale achevée en 1219 et dont restent une partie du chœur, le bras nord du transept et une tourelle d'escalier ; chapelle abbatiale de 1250-1255, fortement modifiée dans la première moitié du XVIe siècle ; palais abbatial de l'abbé commendataire Louis de Bourbon-Condé, construit vers le milieu du XVIIIe siècle ; jardin à la française de 1739 avec canal et bassin ; roseraie ; ancien moulin de l'abbaye (ne se visite pas). 
De l'abbaye cistercienne Notre-Dame et Toussaints médiévale, fondée en 1100 et rayonnant sur toute la région, ne restent donc que de modestes vestiges. 
L'intérêt du site vient du lieu de promenade exceptionnel qu'il constitue, avec son parc de 21 ha, ses vestiges et ses bâtiments de différents époques, et surtout du musée Jacquemart-André installé en 1912 dans l'ancien palais abbatial. Ce musée est consacré aux arts décoratifs et aux beaux-arts (notamment la peinture Renaissance), avec des collections réunies principalement entre 1871 et 1912, ainsi qu'au souvenir de Jean-Jacques Rousseau. Le site de l'ancienne abbaye est ouvert à la visite tous les jours de l'année, mais le musée n'ouvre que les dimanches et jours fériés pendant la saison d'hiver[55].

- La grange monastique de Fourcheret, à 2,5 km au nord du village, en direction de Montépilloy (classée Monument historique depuis le 14 mai 1999[56]) : La terre de Fourcheret est mentionnée dès 1149, mais n'est signalée comme grange (grangiae de Fulcheretus) qu'en 1204. Outre une vaste exploitation céréalière, la propriété comprenait des pâturages ainsi qu'un moulin sur les bords de la Nonette. 
La grange céréalière de 52 m de long, restaurée au XVIIIe siècle, est conservée en assez bon état ; elle servait au stockage des récoltes. 
Ce bâtiment s'est depuis toujours inséré dans une ferme, avec des bâtiments alignés sur les quatre côtés d'une vaste cour rectangulaire : la ferme de Fourcheret. De la ferme monastique d'origine, à laquelle on réfère généralement comme grange pour son ensemble, subsistent également le corps de logis (inhabité depuis le XIXe siècle) et la porterie (ouvertures murées et en mauvais état). Bien que transformés, l'architecture du XIIIe siècle est encore bien visible. Des bâtiments agricoles plus récents, mais d'une qualité architecturale certaine et exécutés avec les mêmes pierres que les bâtiments monastiques, complètent l'ensemble. Le logis actuel est un manoir de 1879[57].

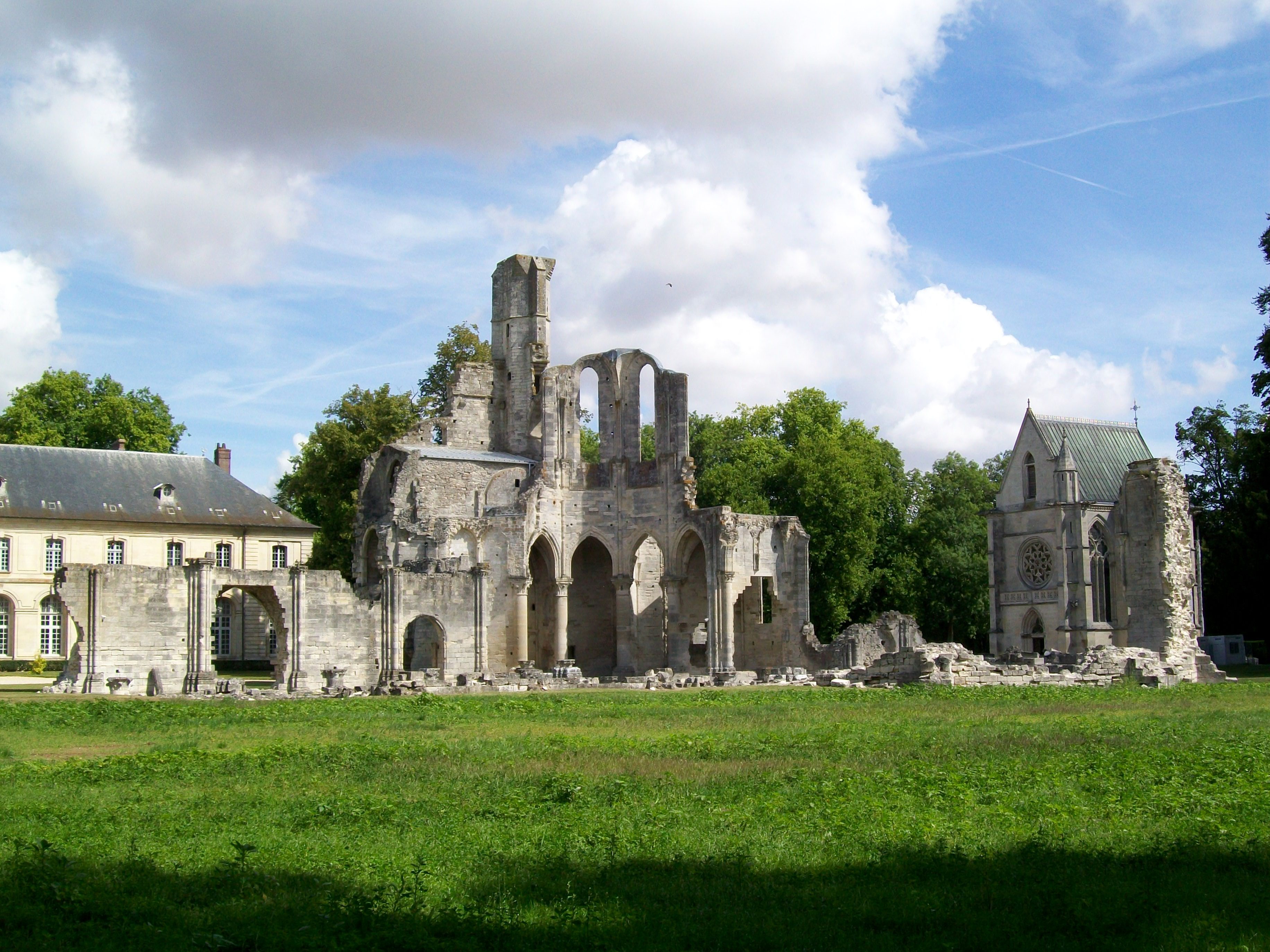
Ancienne abbaye de Chaalis : la ruine de l'église abbatiale, avec des vestiges du chœur, le transept nord et une tourelle ; à droite, la chapelle de l'abbé, lourdement modifiée au XVIe siècle.
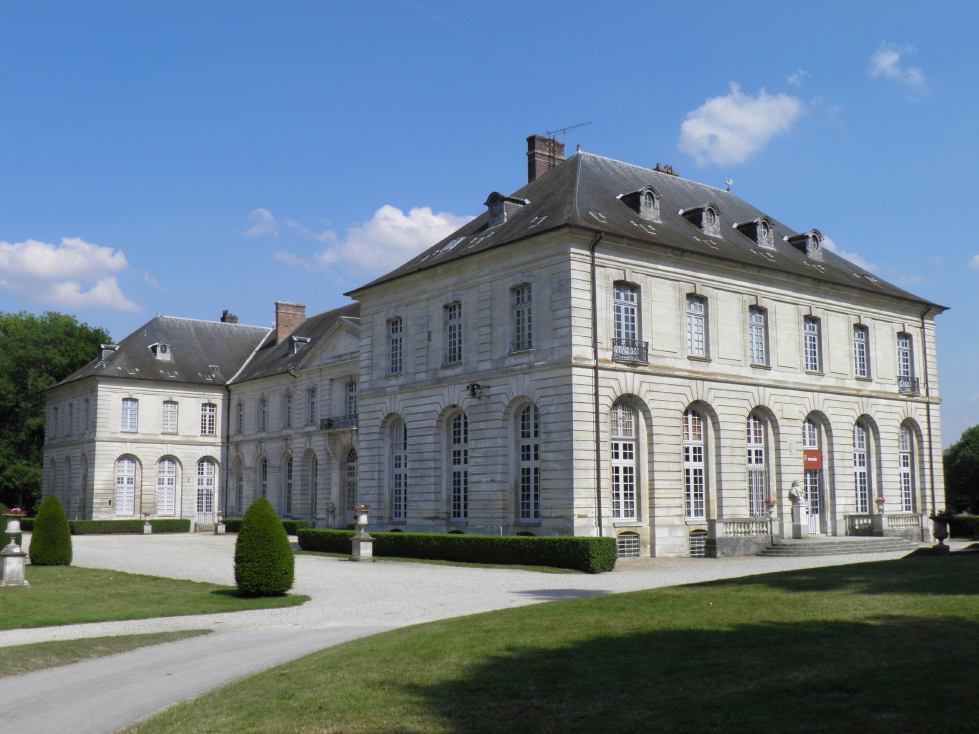
Le palais abbatial depuis le sud-ouest. La façade occidentale avec l'escalier d'honneur donne sur le jardin à la française. Dans l'aile nord, l'entrée au musée Jacquemart-Andrée.
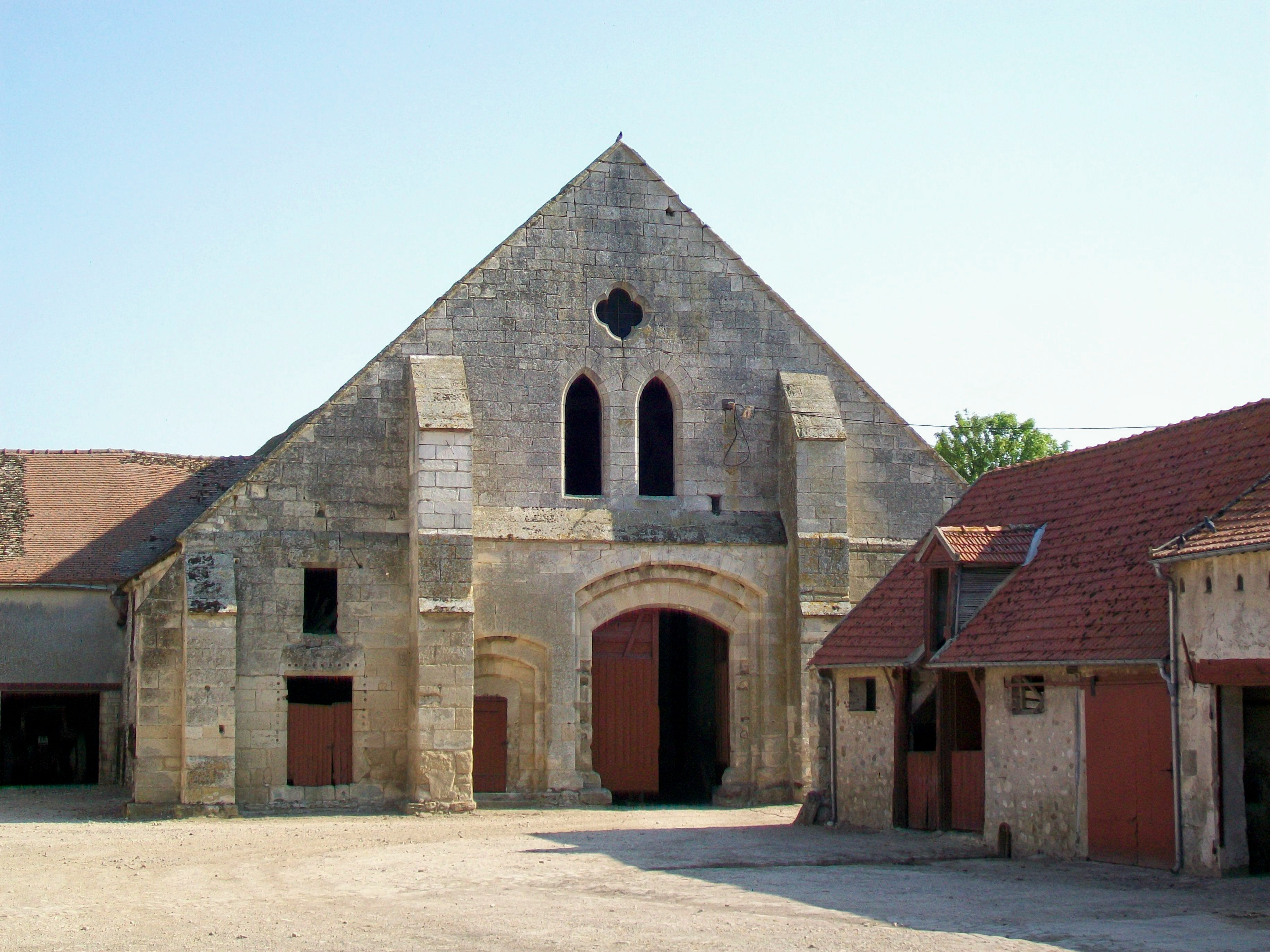
La grange de Fourcheret, écart de La Fontaine-Chaalis ; ancienne grange monastique de l'abbaye de Chaalis, datant du début du XIIIe siècle, rénovée au XVIIIe siècle. Pignon sud sur la cour.
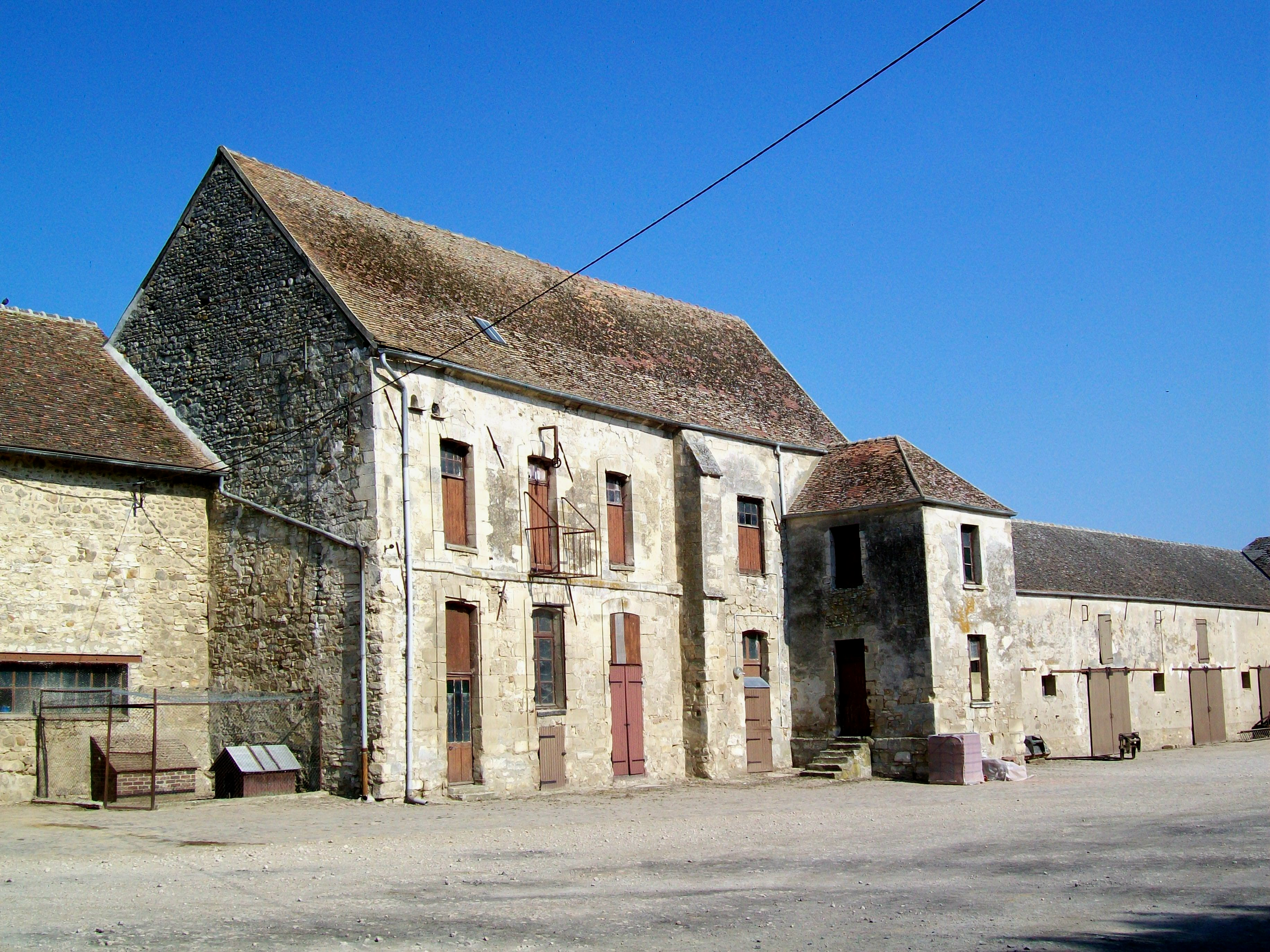
Le logis de l'ancienne grange monastique de Fourcheret, qui a perdu sa fonction avec la construction d'un manoir à droite de l'entrée de la cour de ferme en 1879.
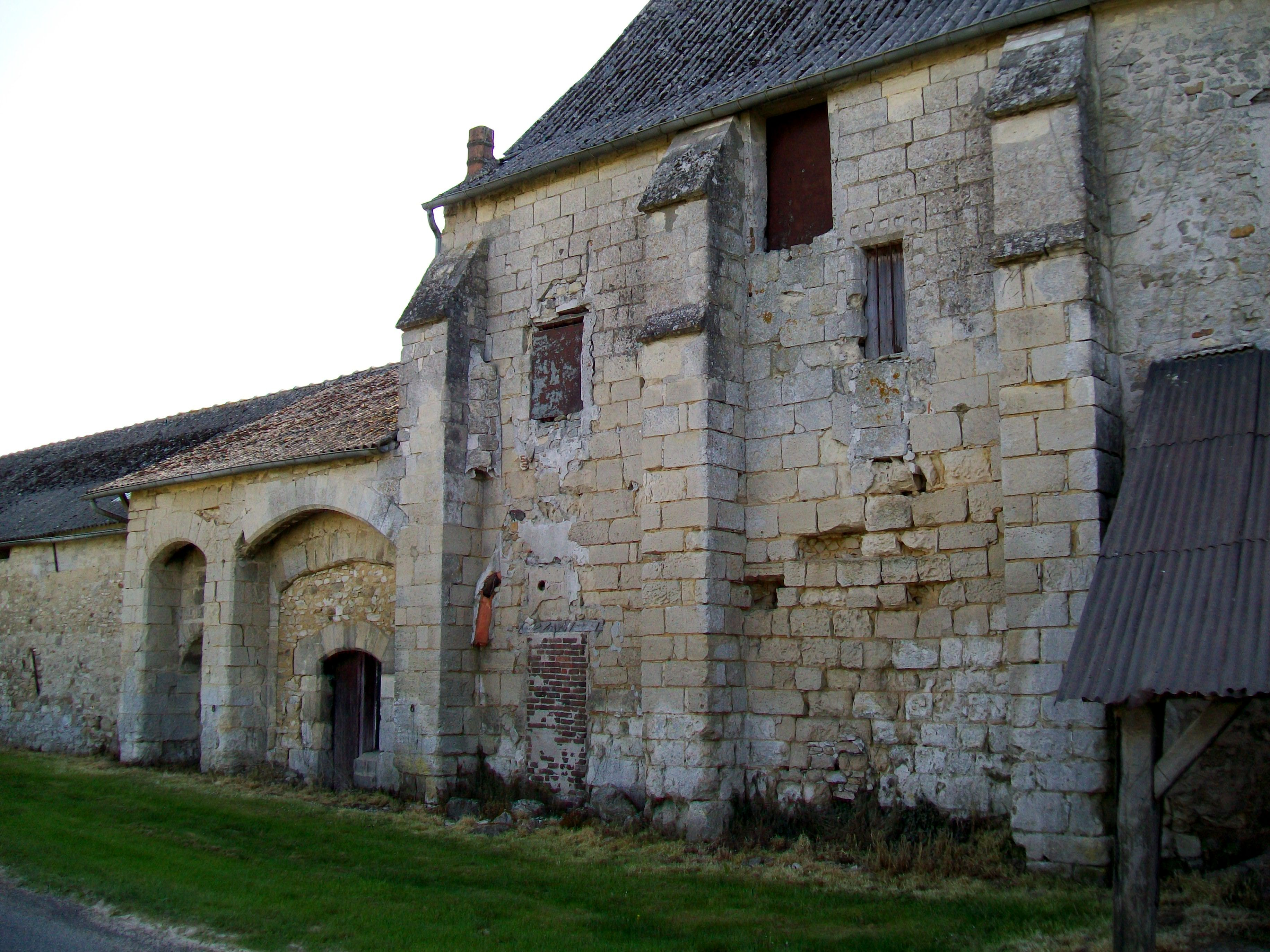
Façade ouest de la ferme de Fourcheret, avec l'ancienne porterie (à gauche) et un pan de mur d'origine du logis, avec trois contreforts. Plus à droite, les contreforts ont disparu.

On peut également signaler : 

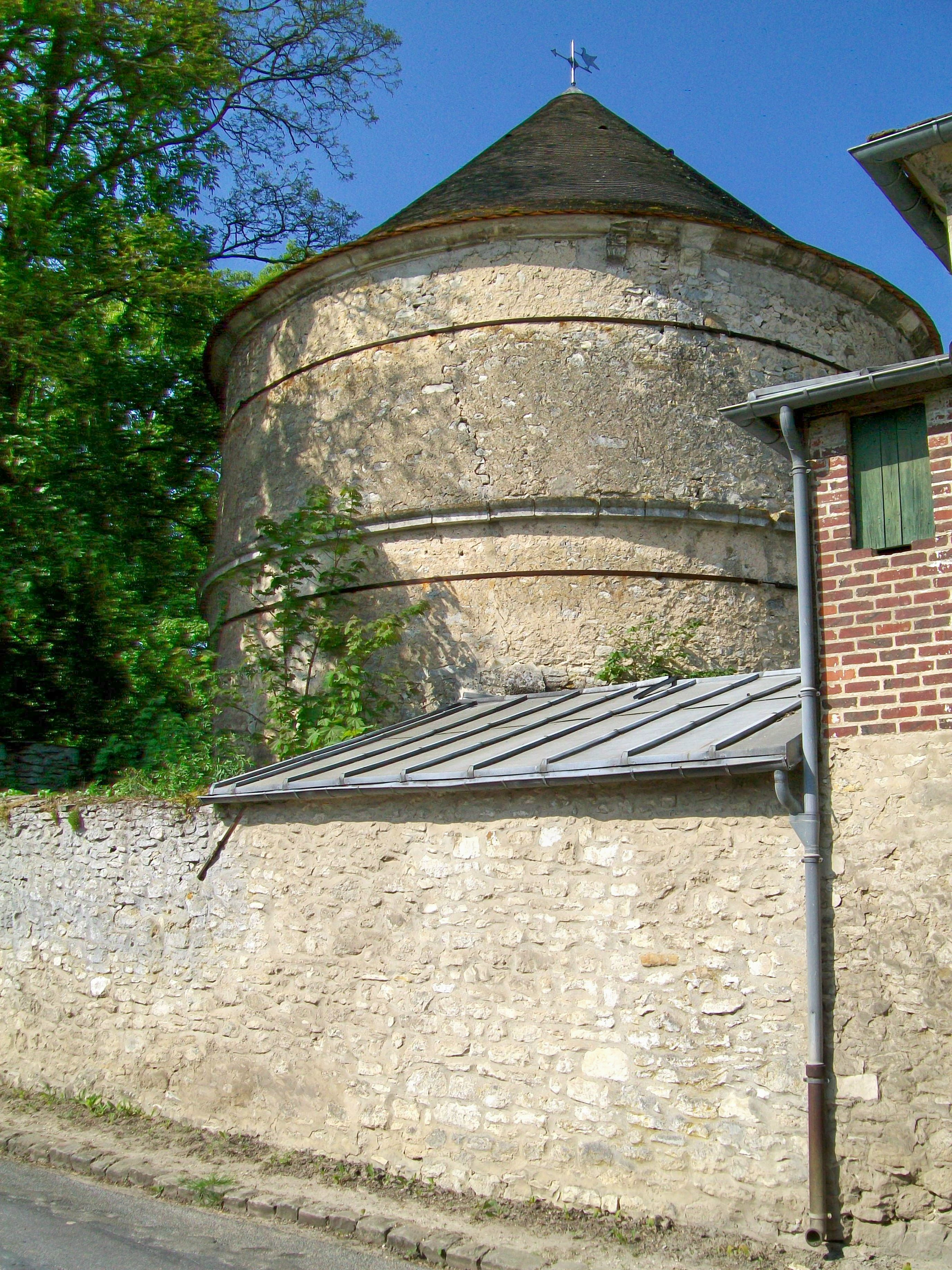
Le colombier de la ferme du château, Grande rue.

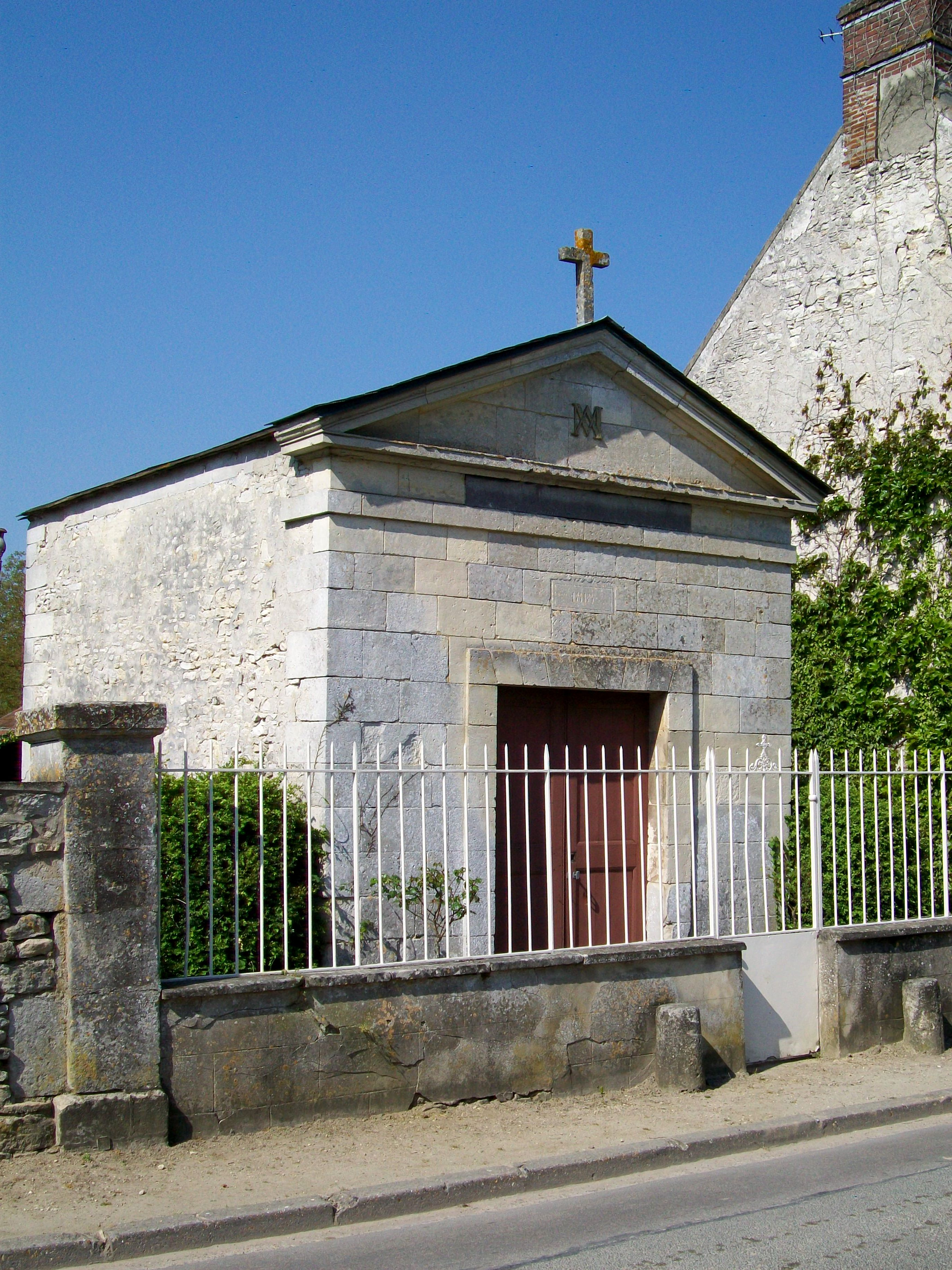
Le caveau du maire Fredin, sur la Grande rue.

- Ferme du château et son colombier, Grande rue : Située à l'entrée nord du village, attestée depuis la fin du XVe siècle, bien que la plupart des bâtiments actuels ne datent que du XVIIIe siècle[58]. 
Le long de la Grande rue, l'on remarque un bâtiment de forme allongé avec des grandes fenêtres sur les deux niveaux de l'aile nord, où se situaient les logements des domestiques. Le portail donnant accès à la cour d'exploitation n'est pas situé au milieu du bâtiment ; il n'est guère plus haut que le rez-de-chaussée, si bien qu'un nouvel accès à du être aménagé au nord, pour que les engins agricoles puissent contourner cet obstacle. L'architecture d'origine des façades donnant sur la cour est bien conservée. Un gros colombier est implantée au sud de la ferme, près de la Grande-rue, entre la ferme et l'entrée du château. D'un plan rond, il est couvert par un toit en poivrière ; les ouvertures ne sont pas visibles depuis la rue. - Indépendamment de cette ferme, le château possède également d'anciens communs, situées quant à eux au sud du château. Ils comportent quelques bâtiments de caractère, et le même type de portail dans la grille que le château et son potager.
- Ancien moulin sur la Nonette, près de la Grande-rue : Cet ancien moulin à eau de 1743 ou peu avant n'a que peu changé d'apparence depuis le début du XXe siècle. Un moulin a été attesté en ce même lieu dès 1266 ; il appartenait alors pour moitié au seigneur de Fontaine et à l'abbaye de Chaalis. À partir de 1270, l'abbaye en avait la propriété exclusive[59]. Le bâtiment a récemment été restauré et sert d'habitation.
- Château de Fontaine, au nord de la Grande-rue : Le premier château en ce lieu remonte au seigneur Thomas de Fontaine, dit le Cornu, au XIIIe siècle. 
Dans sa forme actuelle, le château de Fontaine remonte au général Kellermann, comte de Valmy, qui l'acquit en 1802 et le revendit en 1824 au général Étienne Tardif de Pommeroux de Bordesoulle. Le bâtiment est situé en recul par rapport à la rue, entouré d'un vaste parc. 
Plusieurs fois dans l'histoire, ce parc s'est déplacé, agrandi et rétréci : au début du XVIIIe siècle, il se situait à l'est du village, dans toute sa longueur, le long de la vallée de la Nonette. Ce terrain est aujourd'hui partagé entre des grandes propriétés et un lotissement. Face au château, se situait son potager ; son portail et son enceinte subsistent, mais des maisons ont été construites en son sein en 2011. - Vers 1743, le terrain à l'ouest du château est incorporé au parc. Au début du XIXe siècle, un canal régulier est aménagé dans cette dernière partie du parc, mais le parc à l'est du village semble à l'abandon. Par contre, la garenne, entre la partie ouest du parc et la RD 330a, est intégrée au parc. Ultérieurement, le canal est comblé, mais un plan d'eau apparaît ; l'ancien jardin à la française est transformé en jardin anglais[60]. Le parc et le château, sur un plan en L avec un étage et un haut toit d'ardoise, montrant des traits de l'architecture Renaissance, ne sont que peu visibles depuis le domaine public.
- Église Saint-Saturnin, située à côté de la mairie, un peu en recul par rapport à la Grande-rue : 
elle a été édifiée à partir de 1813 pour le compte du général Kellermann, en remplacement de l'ancienne église qui s'était située entre le château et la ferme du château, et qui gênait le général. Dans un premier temps, en 1811, il avait proposé de supprimer simplement l'ancienne église, vu la proximité de celle de Montlognon, mais sa pétition dans ce sens n'obtint que dix-huit signatures. Avec sa nouvelle proposition d'échanger l'ancienne église et le cimetière contre une nouvelle église avec cimetière, presbytère et bâtiment annexe pouvant servir de mairie, il parvient à convaincre le préfet qui signe un arrêté favorable le 31 janvier 1813[61]. 
 L'église Saint-Saturnin est l'une des rares églises de style classique sur le parc naturel régional Oise-Pays de France, avec celle de Châtenay-en-France, et la seule édifiée sous la Restauration. 
Sa façade principale ouest comporte l'unique entrée, dont la porte à double battant est surmontée d'un fronton surbaissé portant une petite croix en pierre. Le pignon est le reflet de ce petit fronton ; il arbore une horloge en son centre. La façade est totalement dépourvue de fenêtres : en leur lieu et place, les deux bas-côtés comportent chacun une niche avec une statue de saint à taille humaine. 
 La nef de l'église est couverte d'une toit d'ardoise à faible pente, supportant le petit clocher en charpente près de son extrémité ouest. L'intérieur comporte trois travées voûtées en berceau, communiquant avec les bas-côtés par des arcades en plein cintre. En dehors du chœur, à chevet plat, le vaisseau central est aveugle, et le chœur ne se remarque par ailleurs pas de l'extérieur sauf par un oculus en demi-lune, et une fenêtre en plein cintre vers le sud. Les bas-côtés s'arrêtent donc avant le chœur et comportent chacun trois travées, avec des baies en plein cintre également et des toits à deux croupes. Une abside prolonge le bas-côté nord ; il se termine par un chevet à pans coupés et présente donc une forme plus élaborée que le chœur. La sacristie, dont la couverture à tuiles détonne, est accolée derrière le chœur. Derrière l'église, se situe le cimetière créé à cet endroit vers 1816-1817[62],[63].

- Caveau de M. Fredin, maire de Fontaine-les-Corps-Nuds, Grande-rue[64],[61]: 
Petite chapelle de style classique, sans fenêtres, mais avec une porte à double battant. Le fronton surbaissé est surmonté d'une petite croix en pierre et porte une M, enchevêtré avec une V renversé, insigne de la Vierge Marie. Ce caveau est implanté dans un terrain qui lui est entièrement consacré, avec un petit jardin et une clôture sur la rue. 
L'explication de cette curiosité est le différend qui opposa le maire au général Kellermann en 1803-1813 : Kellermann, propriétaire du château de Fontaine, avait demandé le déplacement du cimetière, se trouvant alors entre le château et la ferme du château. Bien que Kellermann fût membre du conseil municipal, Fredin refusa une délibération sur cette requête. Prétextant des motifs de salubrité, la préfecture lui donna enfin gain de cause (voir ci-dessus), et le cimetière actuel fut créé sur la Grande-rue. Son terrain, offert par Kellermann, est plus grand que l'ancien[65], mais M. Fredin refusa toutefois d'y être inhumé, et prit donc les dispositions pour obtenir cette chapelle funéraire en dehors du cimetière.
- Calvaire, face à l'entrée nord du village, sur la RD 330a : Encadré par deux marronniers, sa croix en fer forgé repose sur une mince colonne de section carrée, et dont l'épaisseur se réduit progressivement de la base vers le sommet. La colonne est ancrée dans un socle en pierre, entouré par une grille. Depuis le calvaire, l'on peut apercevoir la butte de Montépilloy, éloignée de 3,8 km.
- Borne d'angle Michelin, sur la RD 126 au carrefour de la RD 126 avec les chemins communaux no 2 et 4 : Ce type de signalisation routière a été fabriqué en série par Michelin entre 1946 et 1971, en modification d'un modèle utilisé pendant les années 1960. Limités d'emblée aux routes secondaires, ces cubes sont aujourd'hui devenus très rares.
- Lavoirs sur la Nonette, près du pont de la RD 126, et à côté du pont au sud de la Grande rue : Tandis que le premier lavoir, situé sur un terrain privé inaccessible au public, se trouve dans un état de délabrement avancé, le second a été reconstruit et ne conserve plus beaucoup d'éléments d'origine. Les deux lavoirs disposent d'un toit en appentis couvert de tuiles plates, abaissé vers la rivière comme c'est l'usage. Les murs sont en brique pour le premier lavoir, et en pierre pour le second, mais s'arrêtent à la hauteur de moins d'un mètre. Au-delà, les parois sont en lattes, tout comme le sol : il s'agit là d'une particularité locale. La Nonette constituant la limite entre les communes de Fontaine-Chaalis et Montlognon, ce deuxième lavoir est situé à quelques mètres de cette dernière commune ; de même, Montlognon possède un lavoir similaire près de l'autre pont sur la Nonette, face à la scierie, et ce lavoir n'est éloigné que de quelques mètres de Fontaine-Chaalis.
- Monument en souvenir du crash aérien de la Turkish Airlines du 3 mars 1974 érigé sur le lieu même de l'accident, dans la forêt d'Ermenonville, parcelle 144, au sud-ouest de la Baraque Chaalis, non loin du carrefour de la Cavée. Il se compose d'une grande stèle en blocs de granit et de plusieurs petites stèles alignées en face, de part et d'autre du chemin d'accès. Sur ces petites stèles, les noms de l'ensemble des victimes sont inscrits.

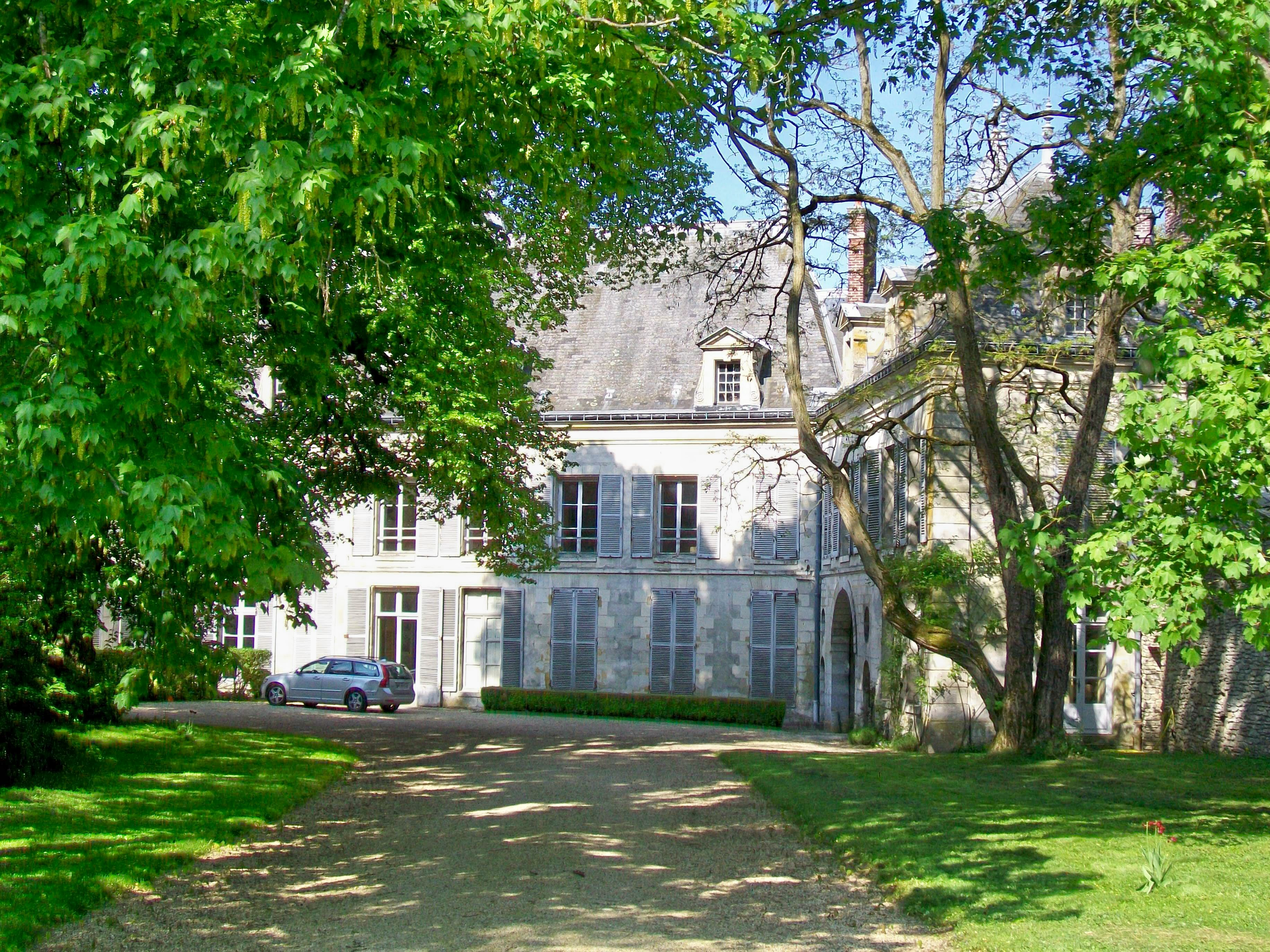
Le château de Fontaine (façade est).
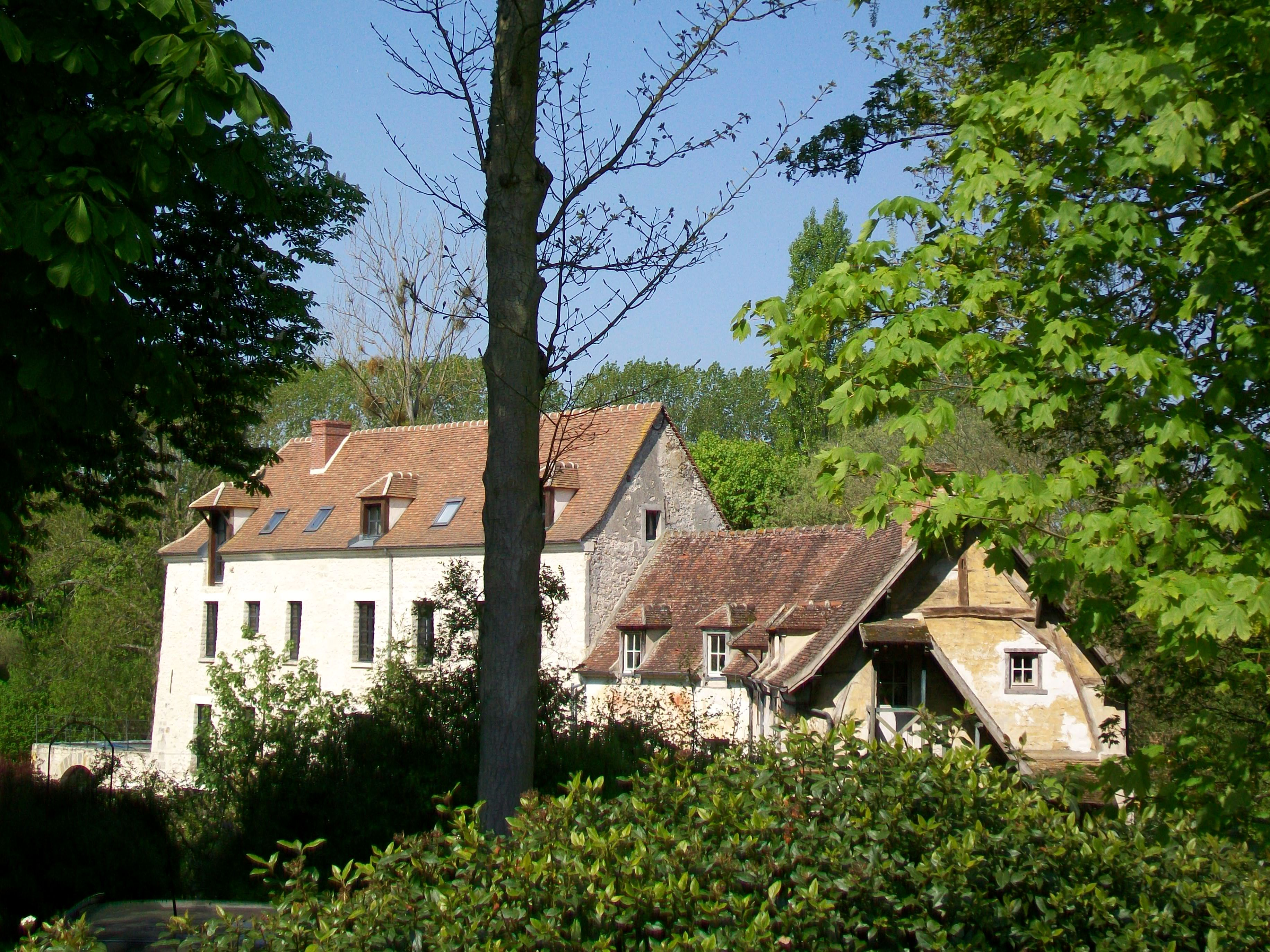
L'ancien moulin de Fontaine, établi sur la Nonette.
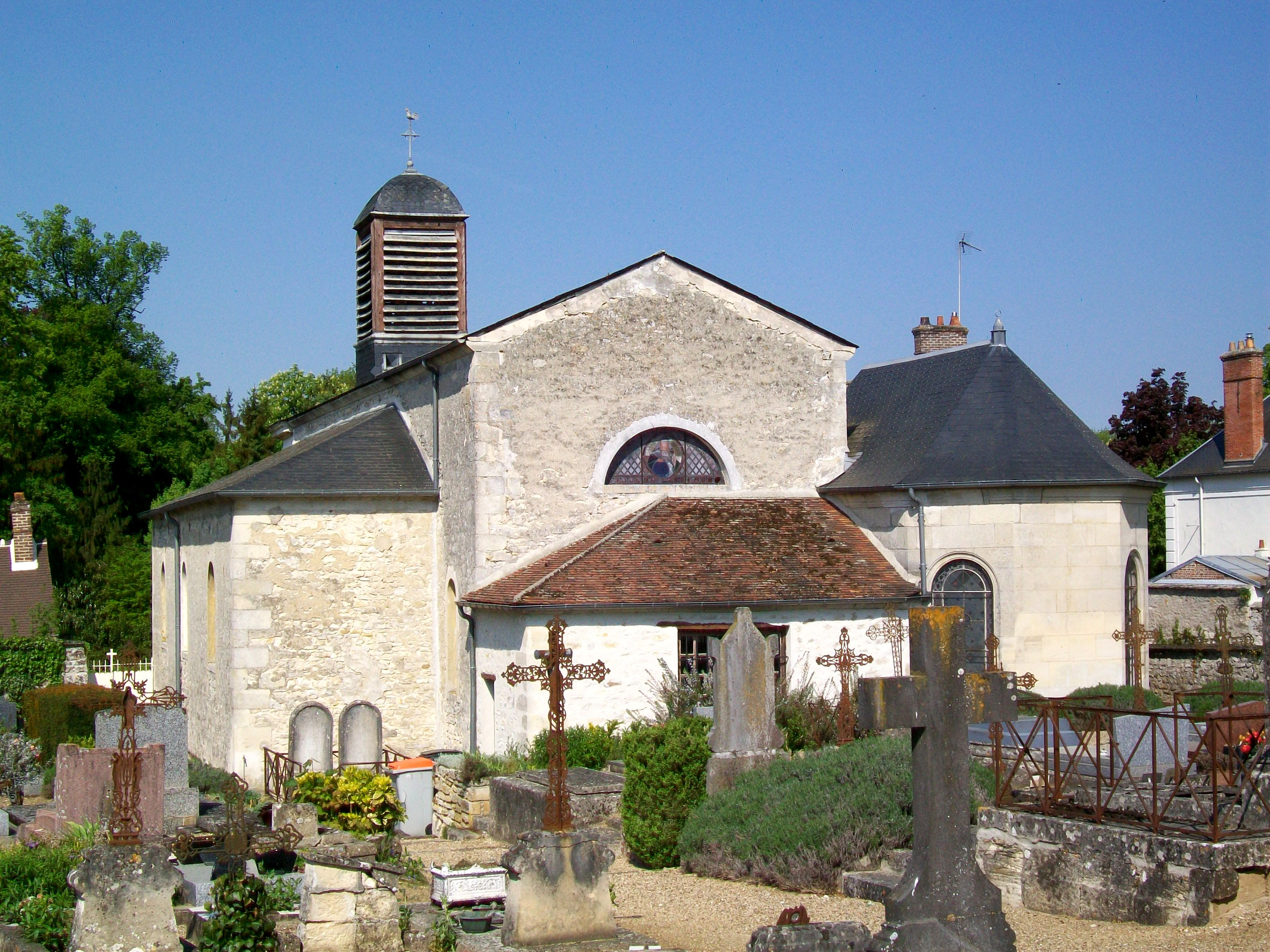
L'église Saint-Saturnin, vue du cimetière.
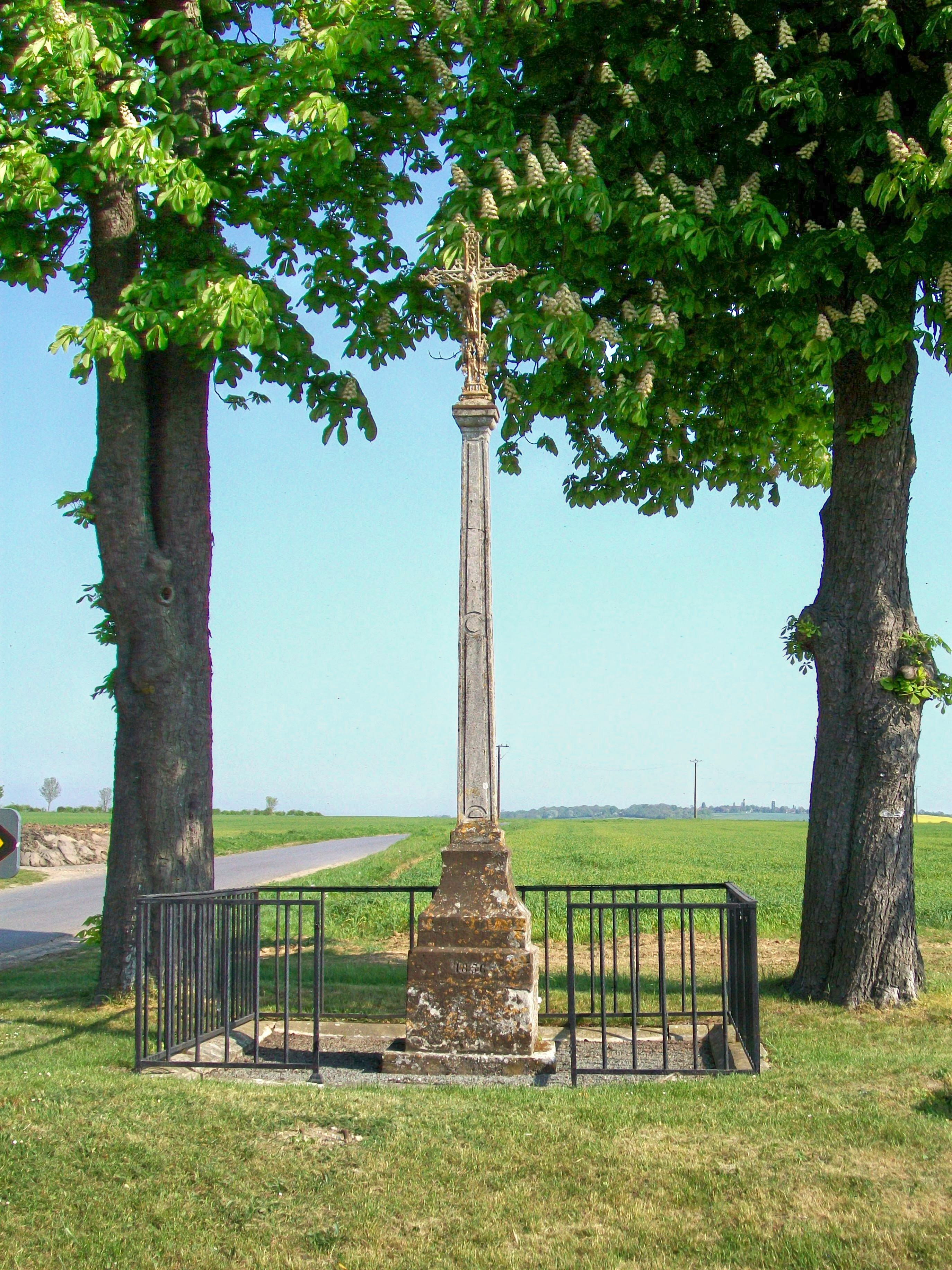
Le calvaire au nord du village, au carrefour avec la RD 330a.
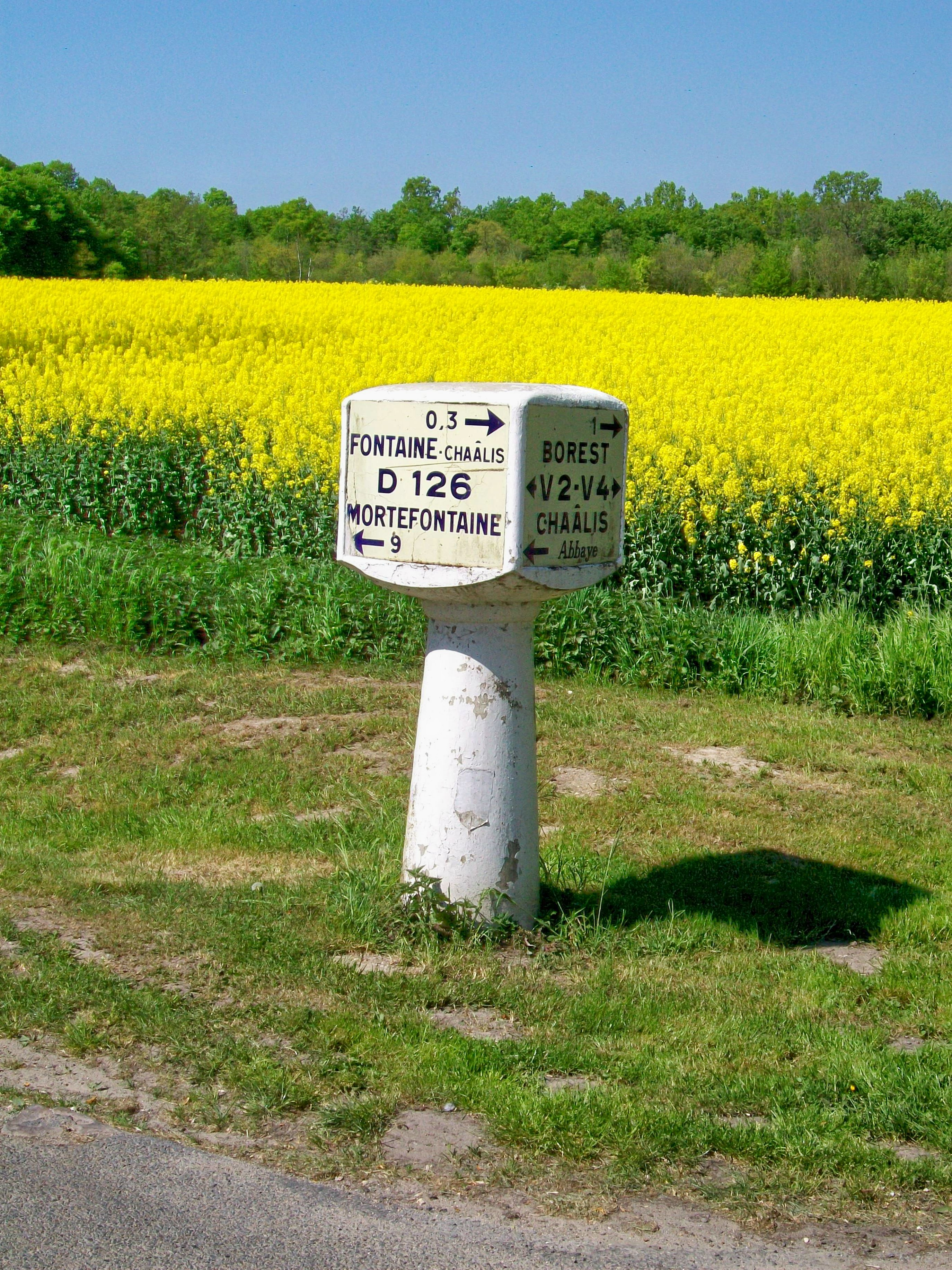
Cube Michelin sur la RD 126, à l'ouest du village.
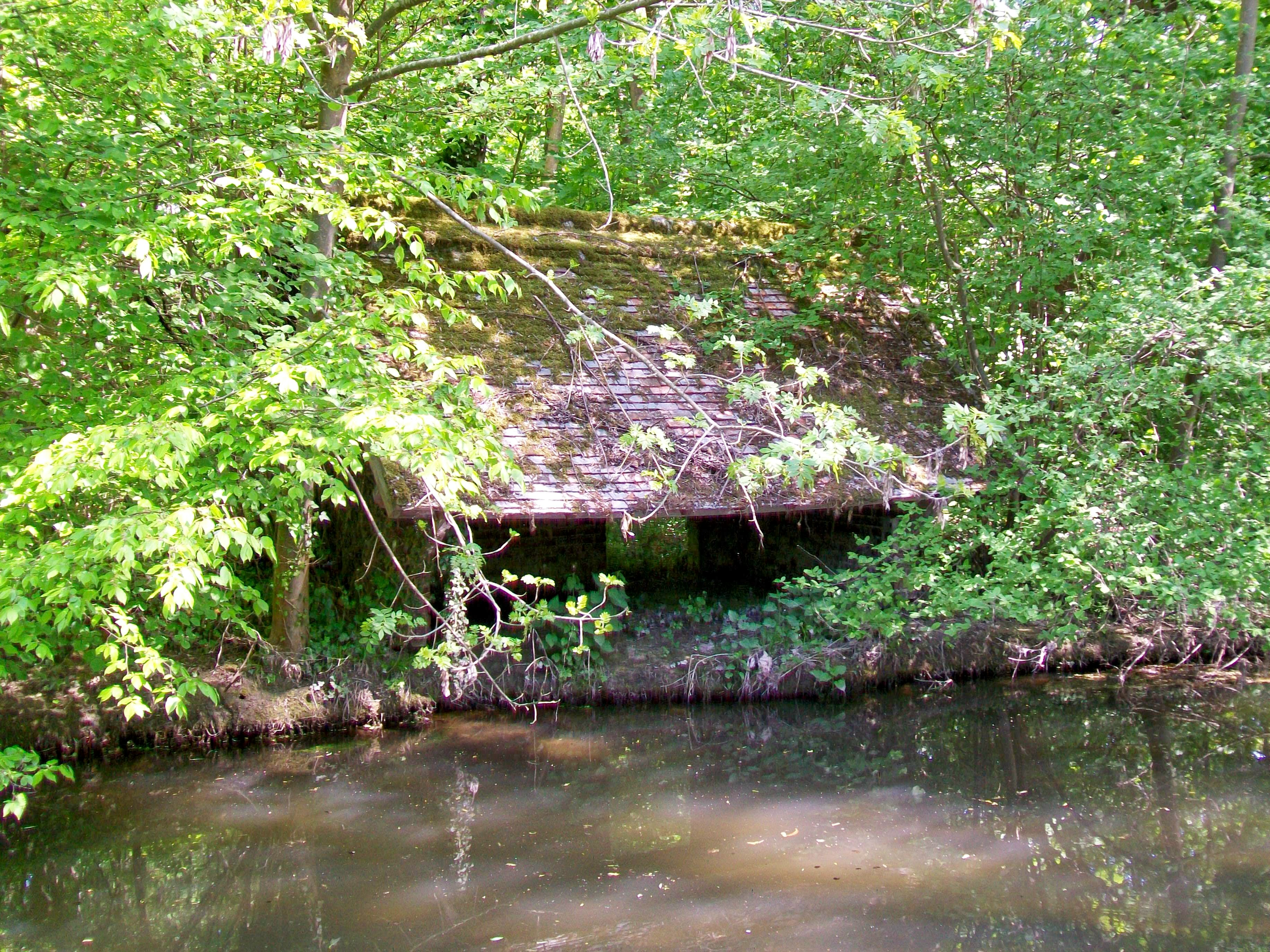
Lavoir non restauré près du pont de la RD 126 sur la Nonette.
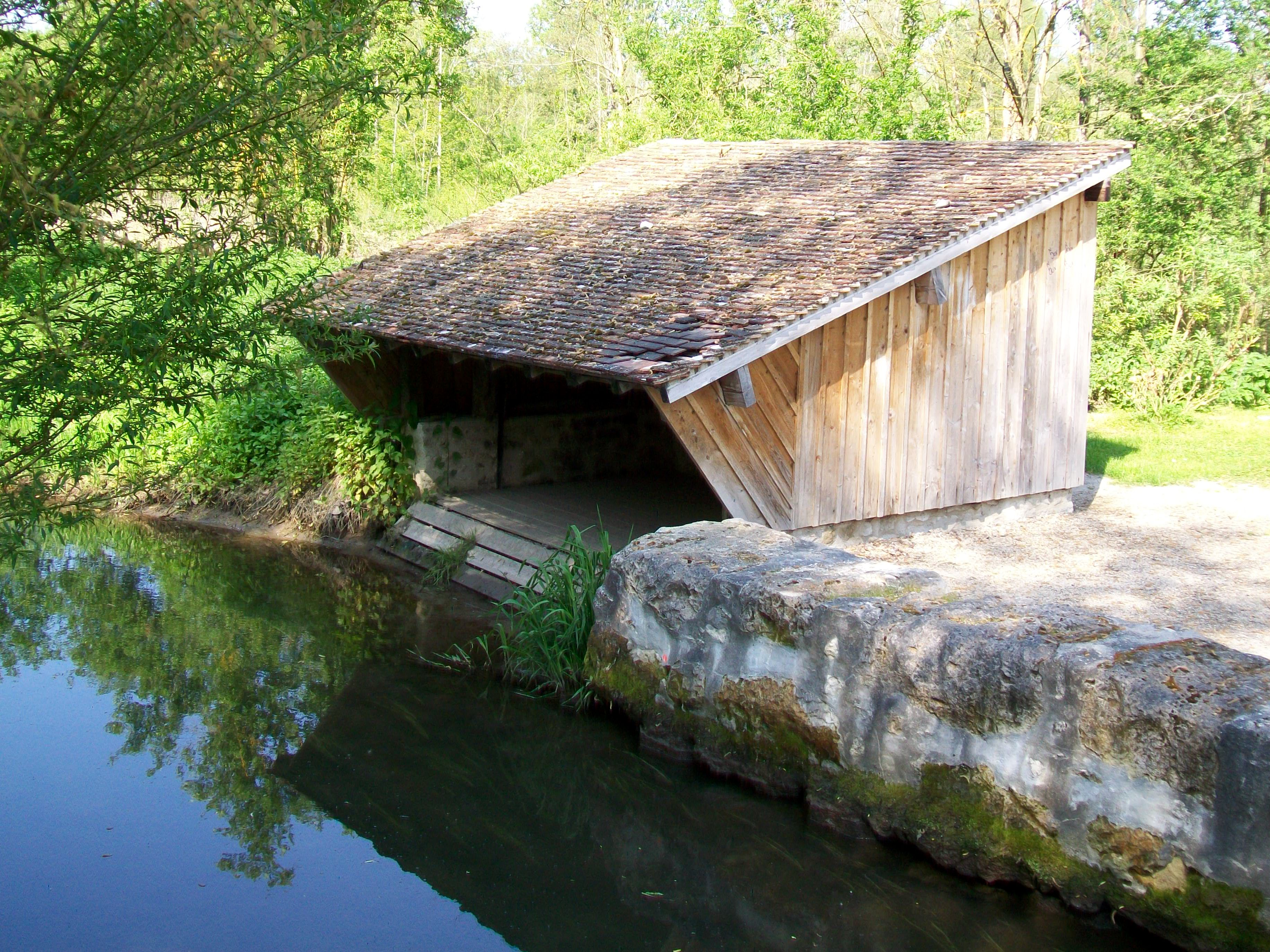
Lavoir près du pont sur la Nonette au sud de la Grande rue.
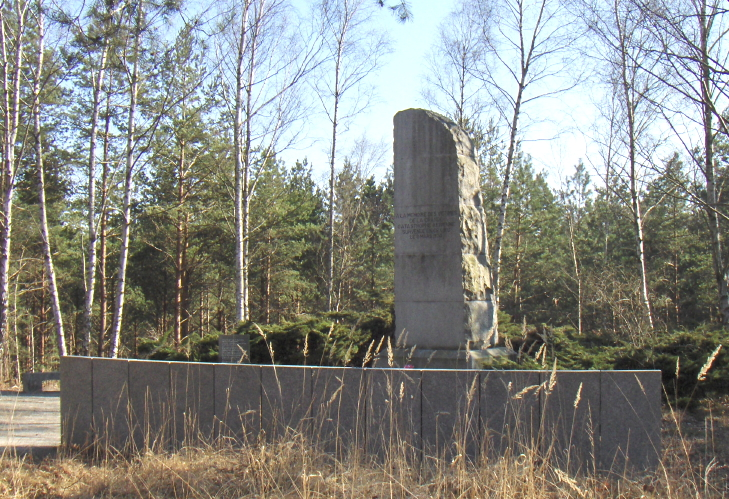
Monument en mémoire du crash du Vol 981 de la Turkish Airlines.

### Personnalités liées à la commune
- François Christophe Kellermann (1735-1820) : maréchal de France et premier duc de Valmy ; acheta le château de Fontaine en 1802.
- Étienne Tardif de Pommeroux de Bordesoulle (1771-1837), général d'Empire, mort à Fontaine-les-Corps-Nuds
- Nélie Jacquemart-André (1841-1912) : peintre et collectionneur, fondatrice avec son mari du musée Jacquemart-André de Paris ; devenue veuve, elle acheta l'abbaye de Chaalis en 1902 et habita l'ancien palais abbatial jusqu'à son décès, léguant l'abbaye à l'Institut de France.
- Guillaume Gillet (1912-1987), y est né. Architecte ; son père était le premier conservateur du musée de l'abbaye de Chaalis pour le compte de l'Institut de France.